# Отрадное (Светлогорск)
Отра́дное (бывш. нем. Georgenswalde, Георгенсвальде, Kr. нем. Samland) — посёлок-курорт (федерального значения с 1999 года) в Калининградской области на берегу Балтийского моря. В 1906 году относился к округу Фишхаузен, провинции Восточная Пруссия (Самландская ветка железной дороги).
Расположен в трёх километрах от Светлогорска. Входит в состав города, не имея самостоятельного статуса.
В 1946 году существовал проект названия курорта — Взморье (Взморьевское). Существует туристический термин «Светлогорское взморье» (включает г. Светлогорск, пос. Отрадное, пос. Приморье и пос. Лесное).

## Геология

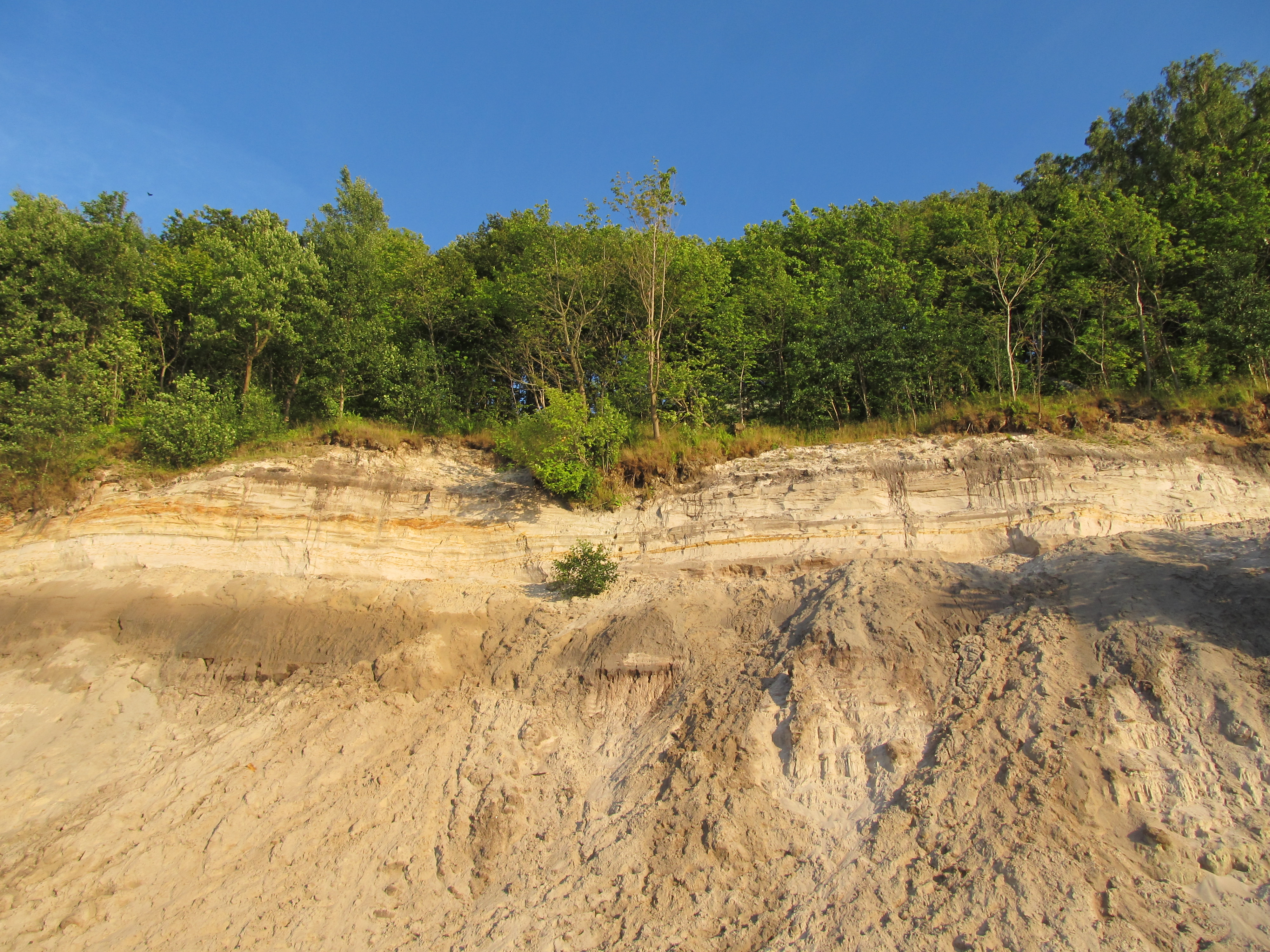
Геологические обнажения перед пляжем Отрадного (Георгенсвальде) в районе ущелья Гаузупского ручья

От Светлогорска до Донского плато Самбийского морского побережья (на северном и западном берегах полуострова) круто обрывается к Балтийскому морю. На абразионом клифе высотой до 50-60 м представлены наиболее полные разрезы отложений кайнозойской эры, классические, единственные на всём побережье Балтики геологические обнажения, открывающие летопись событий последних 30-40 миллионов лет. Это пески и глины доисторических морей и лагун, осадки исчезнувших рек и озёр, буроугольные останки древних лесов, раковинки, скелетики, пыльца и споры, ходы вымерших обитателей илов и почв, зубы акул древнего моря. Это уникальный природный объект, нуждающийся в специальном охранном режиме.

## Климат

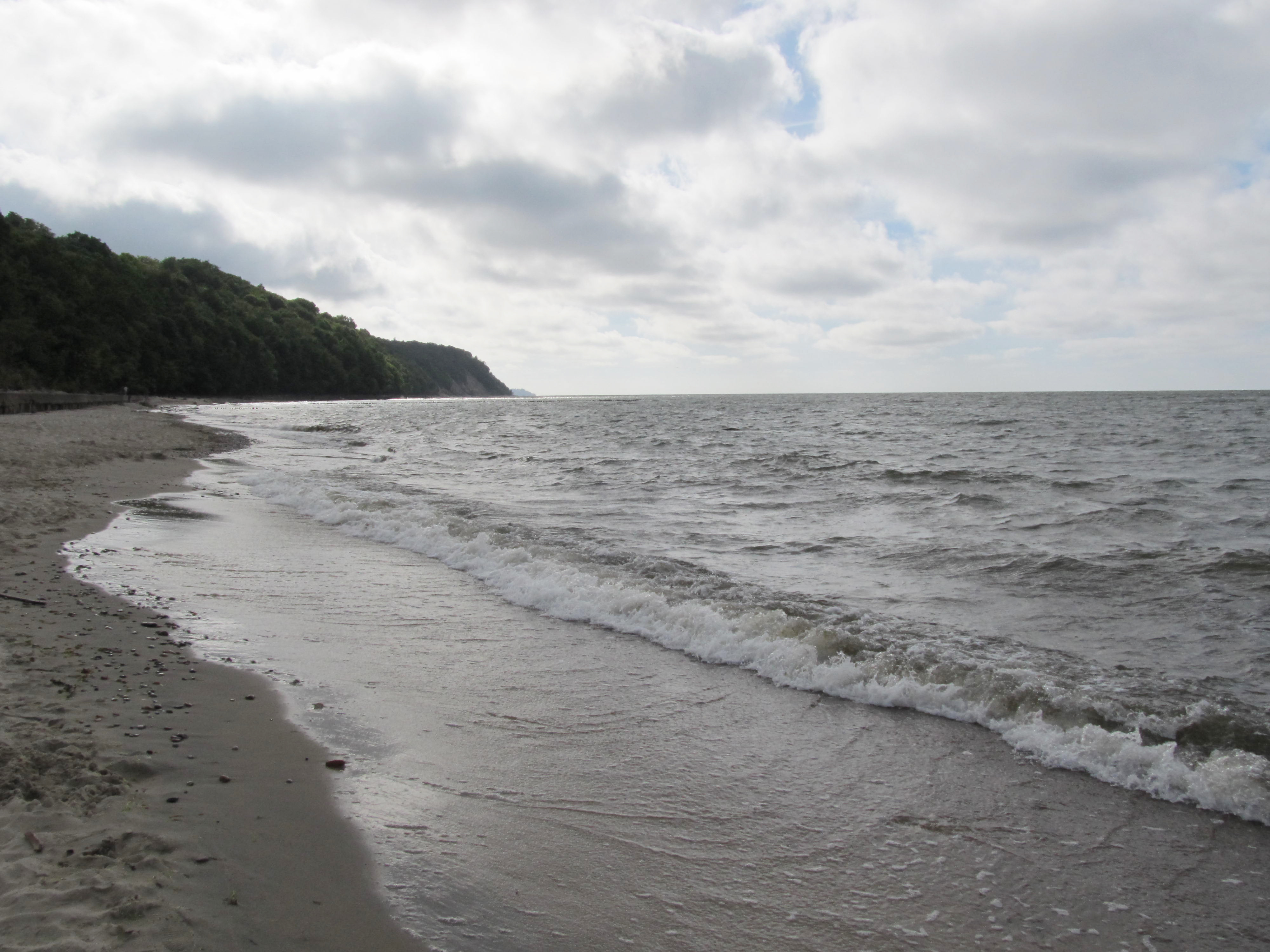
Пляж курорта. Вид на Отрадненский выступ

Климат курорта морской. Чистый ионизированный воздух, песчаные пляжи, высокая ультрафиолетовая радиация благоприятны для организации на курорте климатолечения.
По классификации Б. П. Алисова регион относится к атлантико-континентальной области зоны умеренных широт, к южно-балтийской подобласти, циркуляционные условия которой приближаются к условиям Западной Европы. На формирование климата в регионе оказывает влияние взаимодействие воздушных масс с Атлантического океана, континента Евразия и Арктического бассейна.

## География
Посёлок располагается на Самбийском возвышенно-равнинном моренном плато. Береговая зона представляет собой чередование слабовогнутых бухт и каменистых мысов с плавными очертаниями береговой линии. Берег обрывается к морю крутыми уступами. Высокие обрывистые берега подвергаются постоянному разрушению волнами, и за время существования Балтийского моря они отступили на 4,5—5 км.

### Флора
Вдоль всего побережья широкой полосой тянутся мелкофрагментарные леса, лесокустарниковые заросли и мозаичные сельскохозяйственные земли. Коренной берег расчленён глубоко врезанными долинами малых рек, многочисленными узкими лесистыми оврагами.

### Фауна

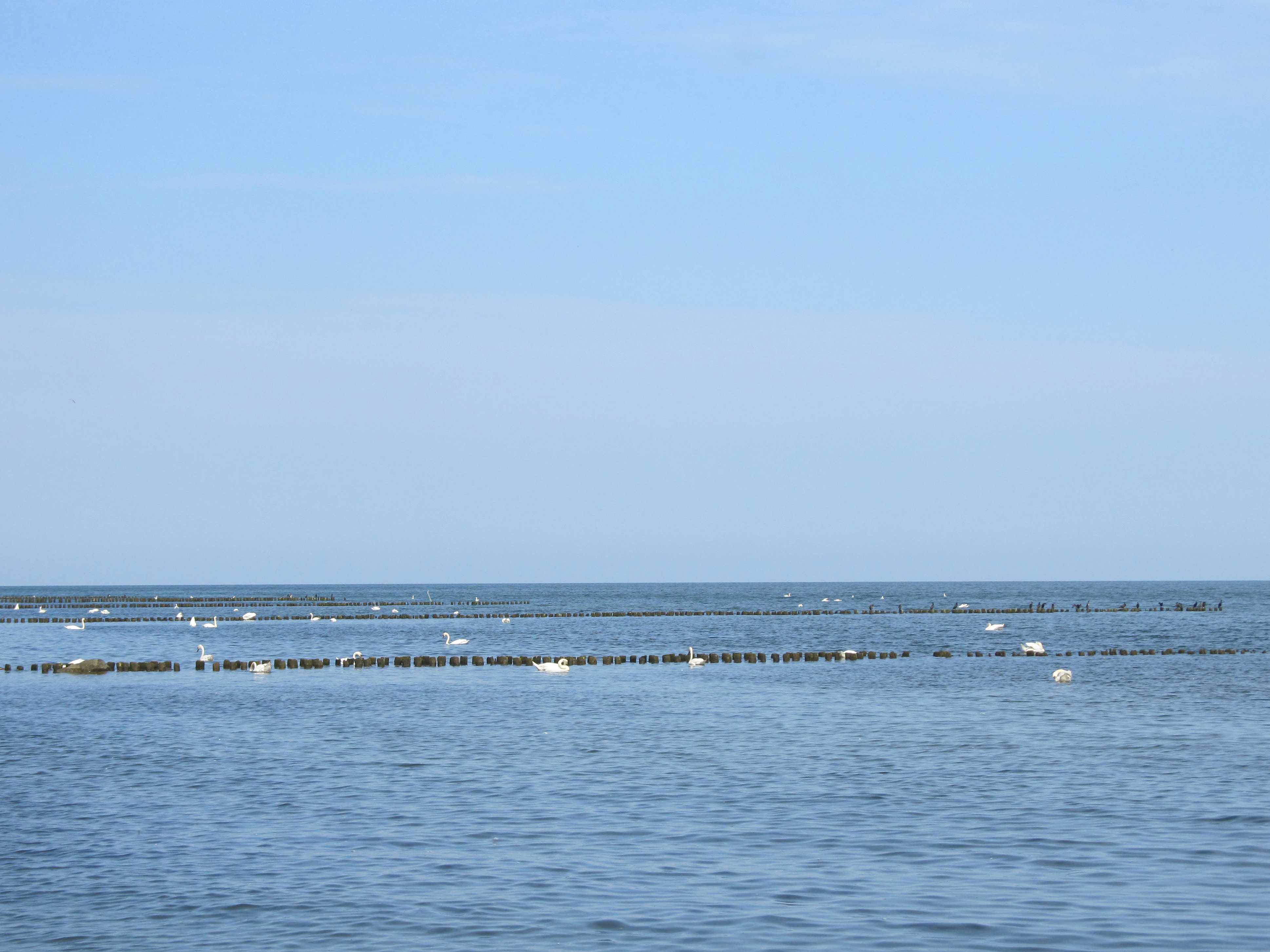
Колония лебедей, отдыхающих у деревянных волнозащитных сооружений (система бун) пляжа Отрадного (Георгенсвальде), июнь 2015 года

Участок Беломоро-Балтийского миграционного пути наземных, водных и околоводных птиц. Здесь формируются крупные миграционные и зимовочные скопления морских уток (морянка, обыкновенный турпан), многочисленны другие виды — гагар, поганок, гусей, лебедей, уток, чаек, куликов. На песчаных пляжах гнездится малая крачка (Красная книга России), галстучник (регионально редкий вид куликов).

## Экология

### Берегозащитные сооружения
Начиная с конца XIX века вдоль морского побережья строились искусственные берегозащитные сооружения — продольные (стенки, опояски, бермы) и поперечные (буны). В итоге было возведено 220 бун разной длины и конструкции (деревянные, стальные шпунтовые) и 16 стенок и опоясок в основном на северном побережье Самбии и прикорневой части Куршской косы. Бунами покрыт берег на протяжении почти 23 км. Однако анализ работы этих бун показал их слабую эффективность. Построенные волногасящие опояски в районе пос. Отрадное и др. защитили берег от волнового воздействия, но вызвали размыв пляжей, которые сузились до 10 м (район Отрадненского выступа) или были полностью уничтожены. Намыв песчаных пляжей путём переброски из подводных депозитов песка в районы Светлогорска и Зеленоградска стал бы идеальным решением проблемы (после уничтожения буновых сооружений).
Природная картина береговой зоны от посёлка Отрадное до корневой части Куршской косы изменена многочисленными берегозащитными сооружениями в виде подпорных стенок, каменных и бетонных опоясок, свайных и металлических бун и свайно-ячеистых берм. Крупномасштабное строительство инженерных берегозащитных сооружений не дало ожидаемых результатов. Актуальным становится вопрос о целесообразности восстановления естественного хода береговых процессов на большей части северного Самбийского побережья в сочетании с искусственным намывом полнопрофильных волногасящих пляжей и строительства пляжеудерживающих сооружений на территории курорта.

### Разрушение берегов
Разрушение высоких берегов полуострова, сложенных рыхлым палеоген-неогеновыми и четвертичными отложениями. Песчано-глинистый материал размываемых берегов уносится вдольбереговым течением на северо-восток и отлагается в зоне насыщения потока у побережья Куршской косы.

### Техногенное загрязнение
Загрязнение прибрежных вод со стороны суши происходит из-за не снабжённых очистными сооружениями прибрежных посёлков, домов отдыха и турбаз (например, рассеивающий водоспуск объединённых сооружений биологической очистки стоков городов Зеленоградска, Светлогорска, Пионерского, расположенный в центре северного берега Самбии у пос. Заостровье).
Наблюдается рост фактора беспокойства и иных видов антропогенной нагрузки (развитие инфраструктуры пляжного отдыха, интенсификация использования наиболее ценных для сохранения биологического разнообразия участков пляжей). Первоочередные меры охраны: обеспечение качественной очистки вод, поступающих в море.
Также происходит загрязнение прибрежных вод и пляжей нефтью и нефтепродуктами с проходящих и затонувших (греческий сухогруз «Анна Ф» (1976), «Фу Шанхай») судов, морских нефтетерминалов (Т/С № 5, Бутинга) и буровых («Д-6»).

## Экономика
В течение длительного времени в районе Самбийского возвышенно-равнинного моренного плато формировался своеобразный агроландшафт с преобладанием пашни, сеянных долголетних сенокосных и пастбищных лугов с семеноводством, кормопроизводством, садоводством.

### Туризм
Отрадное является климатическим и бальнеогрязевым курортом имеющий федеральный статус (вместе со Светлогорском). Организован в 1947 году . Здесь расположено несколько гостиниц, домов отдыха, санаториев, частных домов. В санаториях проходит лечение больных, страдающих заболеваниями нервной системы, органов кровообращения, дыхания (нетуберкулёзного характера), костей, суставов и мышц.
Обладающий лечебными свойствами микроклимат рождается благодаря сильным ударам волн о побережье и морским ветрам. Йод и минеральные соли в наиболее высокой концентрации наблюдаются в воздухе в осенний период.
В Калининградской области с лечебными целями используют торфяные грязи, которые добываются в селе Горелое, в 4-х км от Светлогорска. Торф этот пресноводный, свободный от сульфидов и низкозольный. В лечебных целях торф используется в санаториях Светлогорска, Отрадного и Зеленоградска.
Территория курорта активно застраивается коммерческой и рекреационной недвижимостью.

### Транспорт
Железнодорожная станция (ныне не действующая) Отрадное на линии Светлогорск — Янтарный — Балтийск. Из Светлогорска в Отрадное регулярно ходят автобусы.

## Археология
Первые следы пребывания человека в юго-восточной Балтии фиксируются на фазе младшего дриаса, во время похолодания климата и появления лесотундры и лесостепи, в 8800-8100 гг. до н. э. Они приурочены к ареалу Мазурского и Виленского Поозерий. Результатом непосредственных контактов пришельцев из лужицкого ареала и автохтонов Самбии стало использование последними примерно с VIII в. до н. э. традиции размещения в курганах семейных усыпальниц в каменных ящиках. Данные погребальные памятники, эталоном которых являются курганные насыпи могильника Отрадное (Георгенсвальде), также как и их предшественники, характеризуются наличием концентрических каменных колец вокруг центрального погребения, которое на исходе бронзового века представляет собой уже каменную камеру, ориентированную по линии северо—запад — юго—восток.
В южной части лесопаркового массива, отделяющего пос. Отрадное от г. Светлогорск, расположен курганный могильник с бронзовым инвентарём раннего железного века (V—I в. до н. э.). Раскопки проводили в 1909 году Г. Кемке и в 1930 году. К. Энгелем (нем. K. Engel), при этом в трёх курганах на уровне материка были по периметру насыпей обнаружены кольца из валунов. Культурная принадлежность — культура западнобалтийских курганов эпохи раннего железа (вторая половина I тысячелетия до н. э.). При этом курган был отнесён К. Энгелем к насыпям самбийского типа, характерные каменными кругами по периметру насыпи и каменными камерами для многократных захоронений. По решению Прусского музея и провинциального департамента древностей камеры законсервированы при помощи цементного раствора. Комплекс в послевоенное время обследован В. С. Титовым (1969 г.), В. И. Кулаковым (1965 г.).

## История

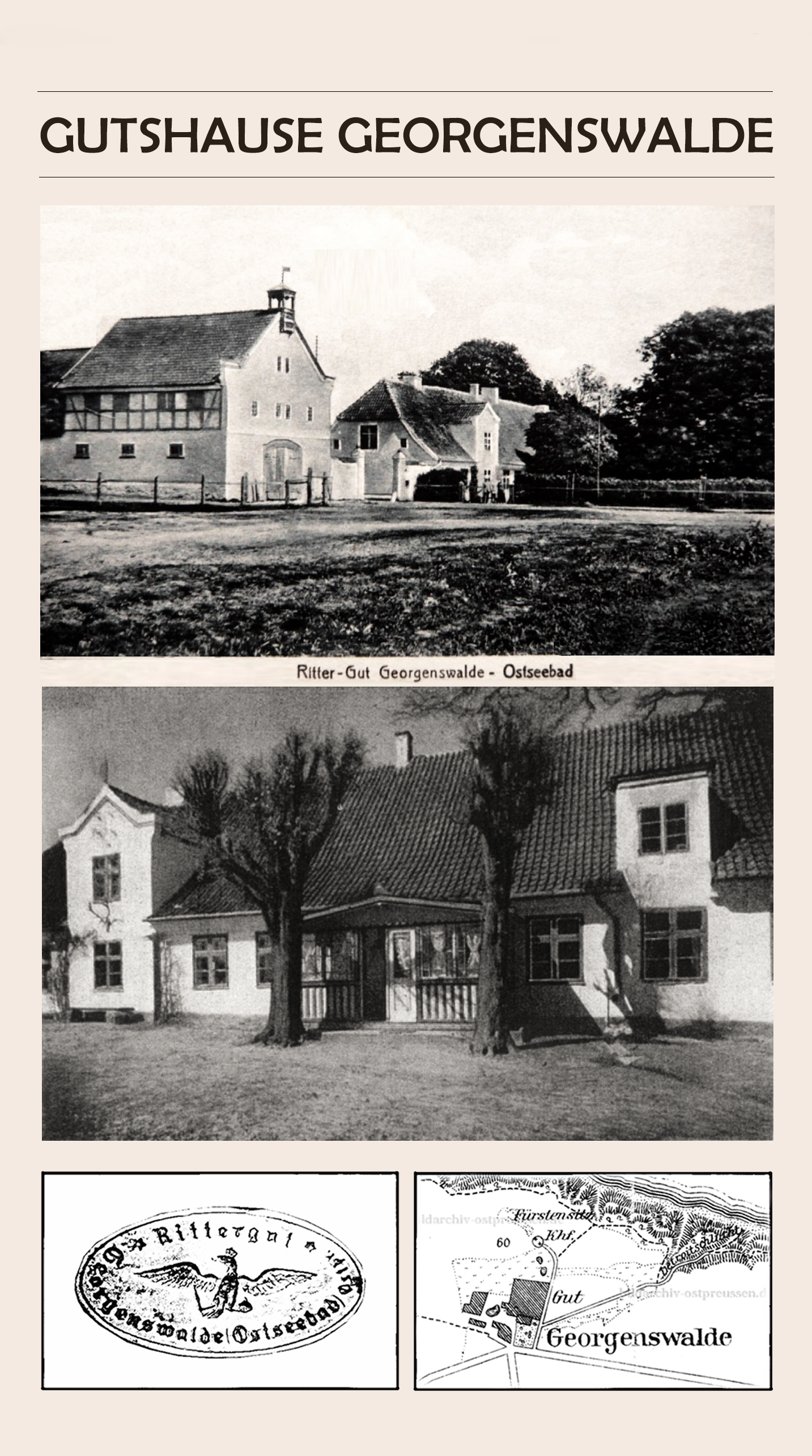
Старинное поместье Георгенсвальде (охотничий домик курфюрста Брандербурга Георга Вильгельма) и печать господского дома. Надпись на печати: «Дворянское поместье Георгенсвальде (купальня Балтийского моря) Восточная Пруссия» ("Rittergut Georgenswalde (Ostseebad) Ostpr.")

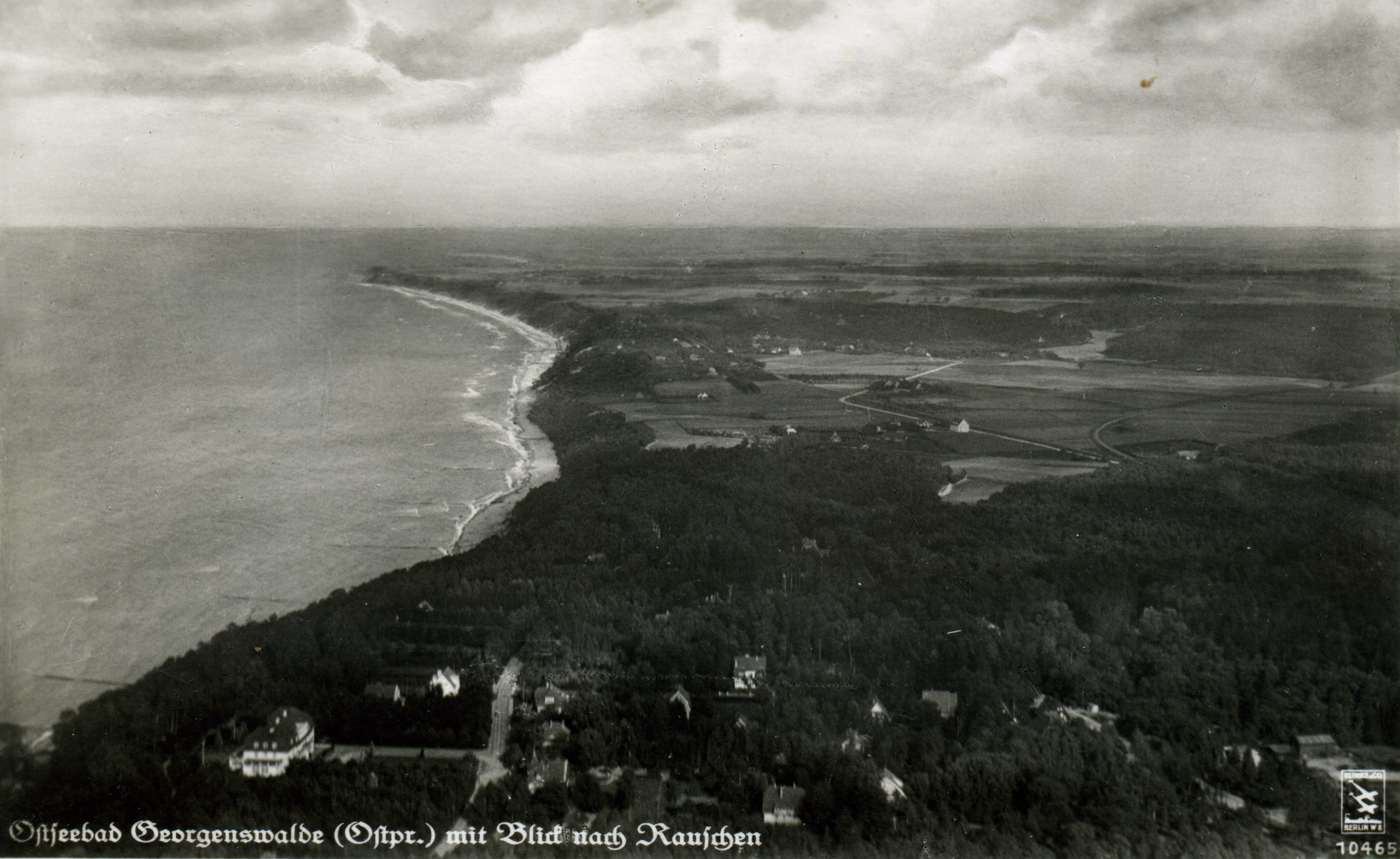
Вид на курорт Георгенсвальде, фото начала XX века.

Отель Вальдхаус («Лесной дом», Waldhaus) одно из старейших зданий, ранее использовалось как гостевой дом имения Георгенсвальде.

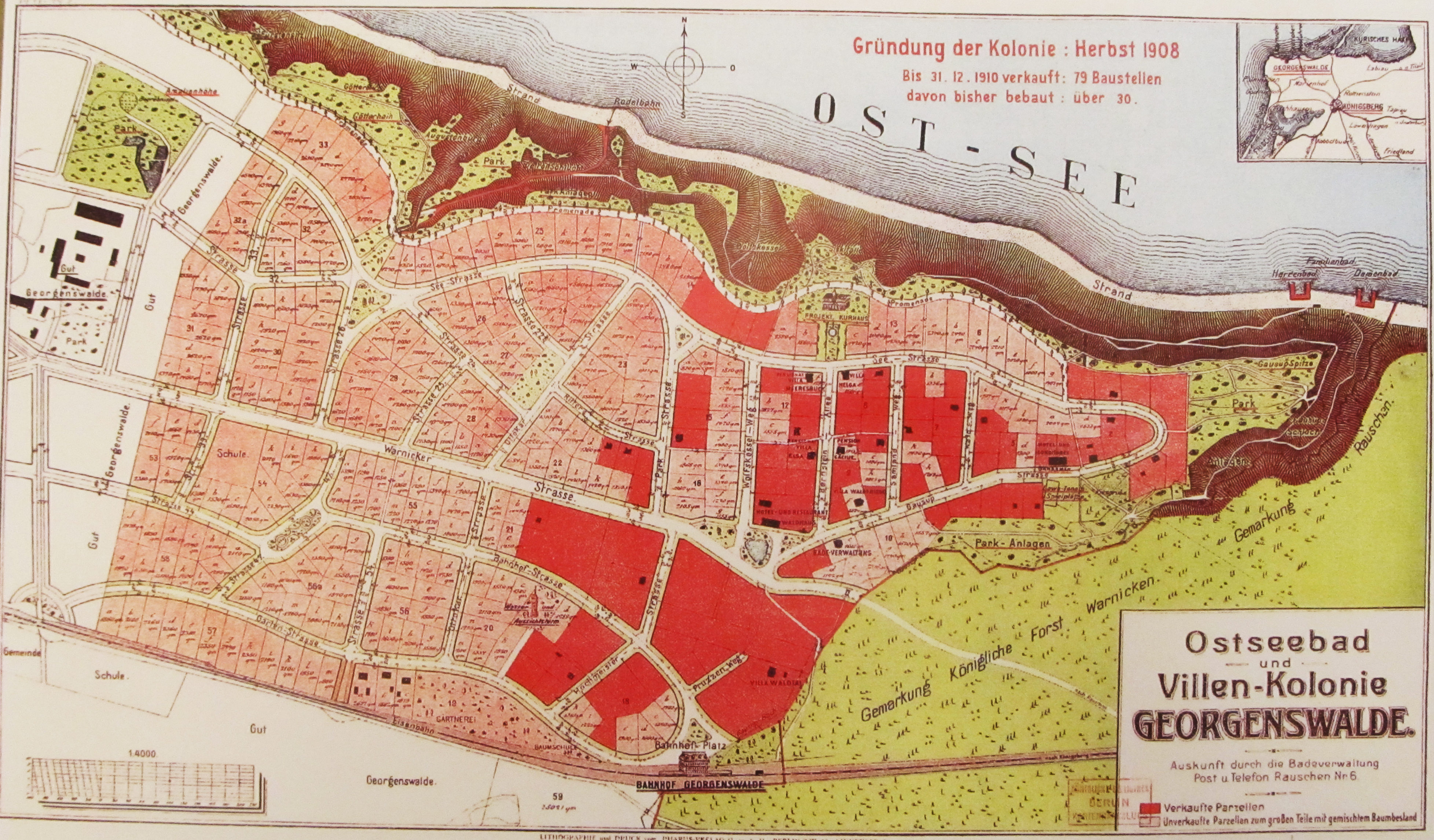
Карта «Курорт на Балтийском море и колония вилл Георгенсвальде», 1908—1910 года (Ostseebad und Villen Kolonie Georgenswalde).

История Георгенсвальде связана с Гогенцоллернами, германской династией швабского происхождения, династией курфюрстов Бранденбурга, затем королей Пруссии. Георгенсвальде означает «Лес Георга» (от немецкого слова Jurgenswalde или Georgenswalde) и назван так в честь Георга Вильгельма (курфюрста Брандербурга) (нем. Georg Wilhelm), который единственный из Гогенцоллернов похоронен в кафедральном соборе в Калининграде. Могила была разрушена во время Второй мировой войны.
Первое письменное упоминание о Георгенсвальде датируется 7 июля 1629 года. В грамоте говорится, что в этот день Георг Вильгельм, курфюрст Бранденбургский и герцог Прусский наградил своего борейтора Каспара Кавеманна (нем. Caspar Cawemann) за верную службу участком «„невозделанной земли“, лежащей между „варникенской границей нашего угодья Гёрге и открытым морем“ на время, пока Кавеманн и его потомки будут верно служить курфюрсту». Период владения Каспара и его сыновей — c 1629 по 1676 года. Площадь этого куска земли составила 5 наделов и 22 моргена. Согласно легенде, Каспар Кавеманн получил имение в качестве награды за спасение курфюрста Георга Вильгельма от медведя и назвал это место на побережье в его честь. Герб Георгенсвальде (1629 год) создан на основе этой легенды. В 1651 (1677) г. лесное урочище Jurgenswalde было переписано на имя Хеннига Ведимира (нем. Henning Weydemeyer).
В середине XIX в., времени «курортного бума» в Восточной Пруссии, когда многие жители столицы Пруссии стремились отдохнуть на близлежащих берегах Балтики, купец Нойман (нем. Artur Neumann, период владения 1902—1907) выкупил местную усадьбу, сооружённую ещё в 1618 г., в 1860 г. обретшую статус самостоятельного поселения и превратил её в купальню.

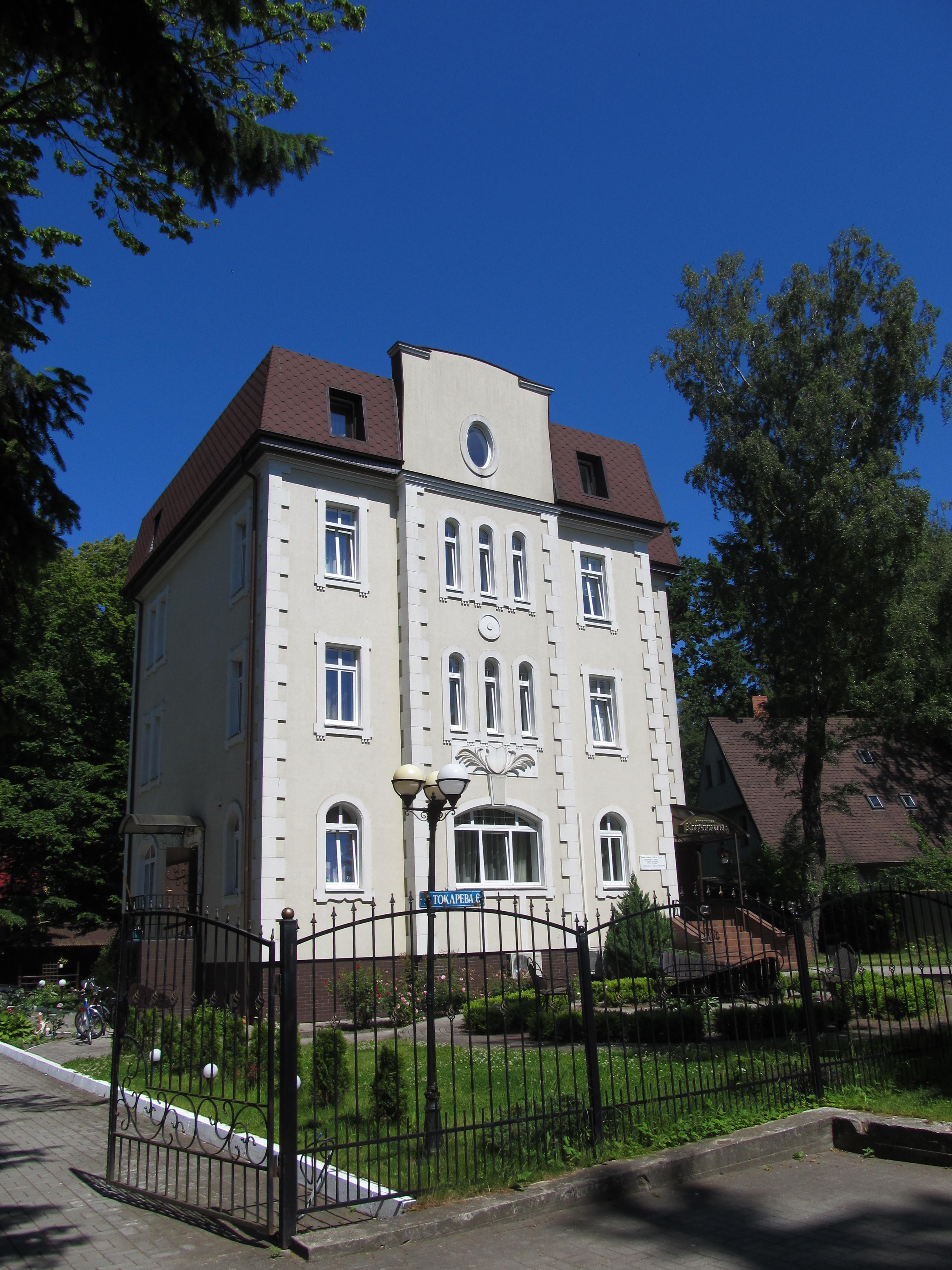
Реконструкция (2007 г.) виллы «Лесной мир» (Villa Waldfriede), расположенная на бывш. ул. Гаузуппштрассе (Gausupp-Straße), ныне ул. Токарева, д. 6. До 2007 г. — 10 корпус санатория «Отрадное». После реконструкции — гостиница Георгенсвальде (Georgenswalde Hotel).

История нового курортного поселения началась в 1907 г., когда владелец имения Нойманн продал восточную часть поместья в размере 400 моргенов земельному банку в Берлине (нем. Landbank AG Berlin). Банк планировал построить здесь роскошный морской курорт Георгенсвальде. Предыстория этой покупки такова: сановник (оберландмессер, нем. oberlandmesser) из Берлина Марк Хаак, посетивший по официальному поводу Кёнигсберг и окрестности, ознакомился с побережьем Балтийского моря между Раушеном (Светлогорском) и Варникеном (Лесным) и был очарован его дикостью и красотой. Узнав, что расположенное здесь имение продаётся, М. Хаак порекомендовал крупному берлинскому государственному банку купить его, и в том же году огромное владение (296 га) было приобретено.
Территория будущего поселения была разделена на две части: западная часть имения предназначалась для сельскохозяйственных целей, восточная, расположенная между лесным массивом и берегом Балтийского моря, размером около 75 га была отведена для строительства жилой колонии. В отличие от других курортов, специализировавшихся на сезонном приеме отдыхающих, курорт Георгенсвальде был задуман как круглогодичное поселение. 
Здесь строили… монументальные общественные и жилые здания. В рекламе земельных участков особо подчеркивалось наличие хорошего отопления, а для приятного проведения времени зимой в одном из оврагов, ведущих к морю, был создан специально оборудованный подъёмником спуск для катания на санях и лыжах. Согласно первоначальному замыслу, в домах колонии селились в основном зажиточные пенсионеры — бывшие офицеры, врачи, купцы, богатые ремесленники из Кёнигсберга, желавшие провести старость на свежем морском воздухе, вдали от городского шума.
В 1908 году были утверждены основные направления строительства. С 1909 года курорт Георгенсвальде стал собственностью акционерного общества «Морской курорт и колония вилл Георгенсвальде». К 1912 году Георгенсвальде насчитывал 50 вилл. Обычно в них жили престарелые родители, которых по выходным навещала молодежь. Было принято называть виллы в честь своих детей. Почти каждая вилла имела своё имя: «вилла Мария», «вилла Эльза» и т. д. Курорт получил большую известность и вскоре был приравнен к другим курортам так называемой «замландской сети».
Преимущество Георгенсвальде — его природная красота ущелья, чудесный лес, море. Купание прелестное: прибой волн всегда крепкий, имеются специальные купальни для мужчин и женщин. Георгенсвальде находится на расстоянии 1,25 часа езды по железной дороге из Кёнигсберга. В летнее время поезда из Кёнигсберга и обратно идут каждые 1,5 — 2 часа. Почта доставляется два раза в день из Раушена. В Георгенсвальде куртакса не взимается…
Северное побережье Замланда знаменито большими разрезами приморских гор: Детройтское (нем. Detroitschlucht) ущелье, знаменитое Волчье ущелье (нем. Wolfkessel). Самым большим и лесистым из всех ущелий является Гаузупское ущелье (нем. Gausupp, куршск. «Коровий ручей»). Со своими ответвлениями оно уходит далеко вглубь суши, а маленький Гаузупский ручей добавляет романтики. Прекрасные деревья разных пород защищают ущелье от оползней, которые раньше происходили очень часто. Так, например, в 1839 году тут обрушился кусок земли длиной 150 футов и шириной 20 футов. При сильных штормах эта долина образует звуковой коридор, по которому шум прибоя слышен на расстоянии до мили.
В начале XX в. поселковое управление Георгенсвальде приняло решение превратить его в современный по тем временам курорт. В 1910 году построено здание железнодорожного вокзала «Георгенсвальде» (нем. Bahnhof Georgenswalde, архитектор Шенвальд). Это была самая респектабельная станция по всей линии железной дороги на побережье. В 1912 году был построен красивейший и солиднейший «Курхауз Георгенсвальде» — «Лечебный дом», кёнигсбержский архитектор Отто-Вальтер Кукук (нем. Kuckuck W.) из Кёнигсберга, владелец — Франц Кунке (нем. Franz Kuhnke). Курпарк (лечебный парк), расположенный за курхаузом, был прелестным зелёным уголком с видом на море. Всего в это время на прусском взморье располагалось более 50 вилл и несколько курхаузов (лечебных домов).
По данным переписи, в 1939 г. в посёлке обитал 791 житель.
Георгенсвальде прославил живший здесь талантливый скульптор Герман Брахерт (1890—1972 гг.), переселившийся сюда, в дом 7 на Гаузуппштрассе (нем. Gausupp-Straße, ныне — ул. Токарева) в 1933 г. из Кёнигсберга с женой Марией (в 1931 году в Георгенсвальде по проекту архитектора Ханса Хоппа был построен загородный дом Брахертов). С 1933 по 1944 годы семья немецкого скульптора жила здесь постоянно.
Летом 1944 года сюда из Кёнигсбега были переведены ввиду военной опасности некоторые клиники, осенью стали пребывать кёнигсбержцы и жители восточных районов области. Окончательно посёлок был сдан Красной Армии 14 апреля 1945 года.
После 1947 г. Георгенсвальде стал посёлком Отрадное и административно вошёл в подчинение Светлогорскому горсовету, позднее администрации муниципального округа.

## Архитектура

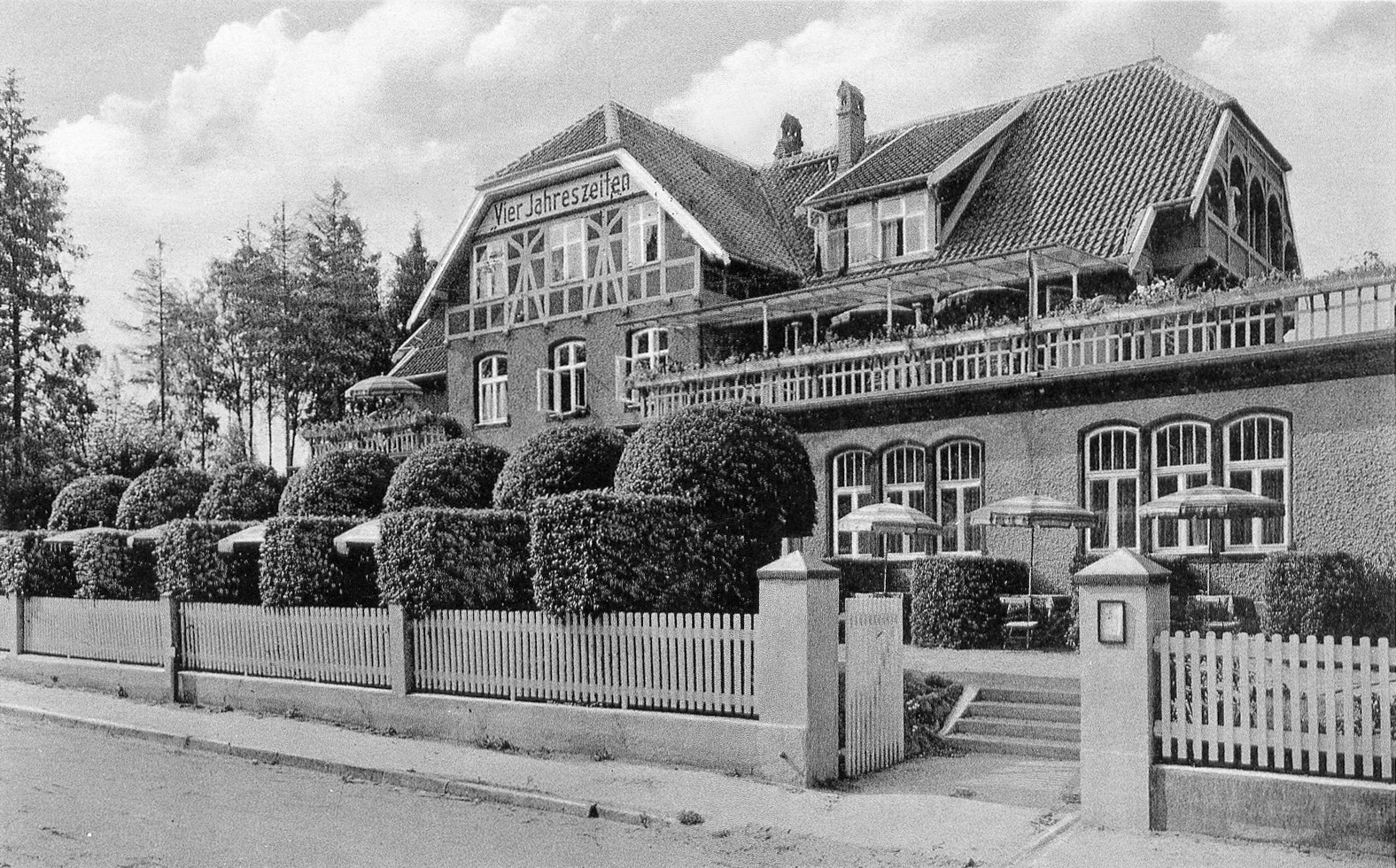
Отель «Четыре времени года» (дом отдыха ремесленников) (Hotel Vier Jahreszeiten), открытка начала XX века. Построен в технике фахверка.

Архитектура и планировка территории современного поселка Отрадное — бывшая «колония вилл» Георгенсвальде — представляет пример комплексного строительства начала XX в. Архитектурно-планировочные особенности бывшей «колонии вилл» интересны благодаря стилистическому единству элементов застройки начала XX в., сохранившейся до настоящего времени. Кадастровые планы, хранящиеся в Тайном архиве Прусского наследия в Берлине, служат важными источниками по истории первых зданий «колонии вилл». В числе многих в архиве Берлина хранятся 66 цветных карт земельных участков, датируемые 1907—1941 гг., на которые нанесены планы вилл колонии Георгенсвальде. На чертежах указаны точные внешние размеры зданий, их владельцы, имена землемеров и авторов карт.
Застройку поселения предпринял Земельный банк в Берлине (нем. Landbank AG Berlin), по заказу которого были возведены в 1908 г. первые особняки курорта, сохранившиеся до настоящего времени. Самый молодой курорт, расположенный недалеко от популярного курорта Раушен/Светлогорск построен по единому замыслу.
Земельный банк не только продавал землю, но предлагал также услуги по возведению особняков на приобретенных участках. К сожалению, имена архитекторов, строивших в Георгенсвальде по заказу банка, до сих пор не установлены. Первые этапы строительства нового курорта можно проследить по сохранившимся подробным подлинным планам поселения, кадастровым картам и рекламным проспектам, где опубликованы фотографии самых ранних сооружений Георгенсвальде.
Уже в 1908 г. в Георгенсвальде было продано 35 участков, и помимо 8 вилл, построенных на средства Земельного банка, возведено значительное количество частных особняков, многие из которых принадлежали частным собственникам (например, Фольскманну, владельцу известной гостиницы и кондитерской в Раушене, Кунке, владельцу пансионата в Раушене и т. д.), уже имевшим дома на других курортах Самбии.
В первые десятилетия XX в. на территории колонии были возведены также здания общественного назначения — обширный курхаус, вокзал, водонапорная башня, школа. Были запланированы собственное кладбища, приют для бедных, парки, прогулочные зоны и променад.
В мае 1908 г. под руководством ведущего землемера М. Хаака изготовлен фрагмент плана колонии, который вычертил землемер Оттзен. На план были нанесены 8 особняков, принадлежавших Земельному банку, построенных в числе первых в восточной части нового поселения. Это были виллы, названные «Хельга» (нем. Villa Helga), «Меересблик» («Вид на море», нем. Villa Meeresblick), стоявшие друг против друга на угловых участках вблизи береговой линии, обозначенной в 1909 г. как улица Вилл (вскоре переименованная в Морскую улицу, нем. See-Straße, совр. ул. Нахимова), на её пересечении с Янтарной улицей (бывш. аллея Бернштейн, нем. Bernstein Allee, совр. проезд Победы). На Янтарной улице одна против другой стояли виллы «Цецилия» (нем. Pansion Cäcilie) и «Эльза» (нем. Villa Elsa). На перекрестке Янтарной улице и Гаузуп-штрассе (нем. Gausupp-Straße, совр. ул. Токарева) были построены вилла «Агнес» и «Зехен-хаус», рядом с которым выделялся «Вальдхаус» («Лесной дом», нем. Waldhaus). По диагонали от коттеджа «Агнес» был возведен дом под названием «Вальдфриде» («Лесной мир», нем. Villa Waldfriede).
Вскоре после строительства первых вилл их фотографии были опубликованы в рекламном буклете, посвященном курорту Георгенсвальде, где описаны достоинства создаваемого поселения, новые сооружения которого — отели, рестораны, особняки, были расположены среди елового и лиственного леса. Для архитектуры курортных поселений важное значение имело индивидуальное решение каждого здания, изначально было исключено типовое проектирование объектов и каждое сооружение отличалось индивидуальностью, привлекая внимание своей неповторимостью, радуя глаз модным стилем и гармонией форм.
Виллы в Георгенсвальде типичны для коттеджного строительства Германии начала XX в. Здесь возводились 1—2-х, реже — 3-х этажные сооружения с обязательными верхними мансардными полуэтажами и подвалами. Для вилл были характерны экономичность, рациональность, небольшие размеры, компактные планы, нарушаемые выступами веранд, эркеров, башенок. Стены из кирпича или фахверка обычно штукатурились и белились, подчеркивая цветовой контраст с оранжево-красными черепичными крышами. Высокие крутые вальмовые, полувальмовые, мансардные кровли, башенки с коническими и шатровыми крышами, эркеры, скомпанованные в самых разных живописных сочетаниях, определяли облик большинства жилых зданий. Асимметрия фасадов, различной формы окна, живописно прорезающие поверхности наружных стен в зависимости от внутренних потребностей освещения, детали декорации и другие архитектурно-художественные приметы, позволяют рассматривать «стиль вилл» побережья Балтики как упрощенный вариант югендстиля (нем. Jugendstil), без декоративных орнаментально-изобразительных изысков, свойственных формам таких крупных художественных центров Германии, как Мюнхен или Дармштадт. Для обозначения архитектурного стиля балтийских курортов Северной Германии, Западной и Восточной Пруссии начала XX в. пока не существует единого термина, хотя определенное единство художественного облика местных сооружений очевидно. Бытуют термины «национальный романтизм», «живописный историзм», архитектура реформ и т. д. Все более укореняется термин «балтийский модерн», свидетельствующий о принадлежности местных зданий к ведущему стилю европейской культуры рубежа XIX—XX вв.

### Вилла «Меересблик»

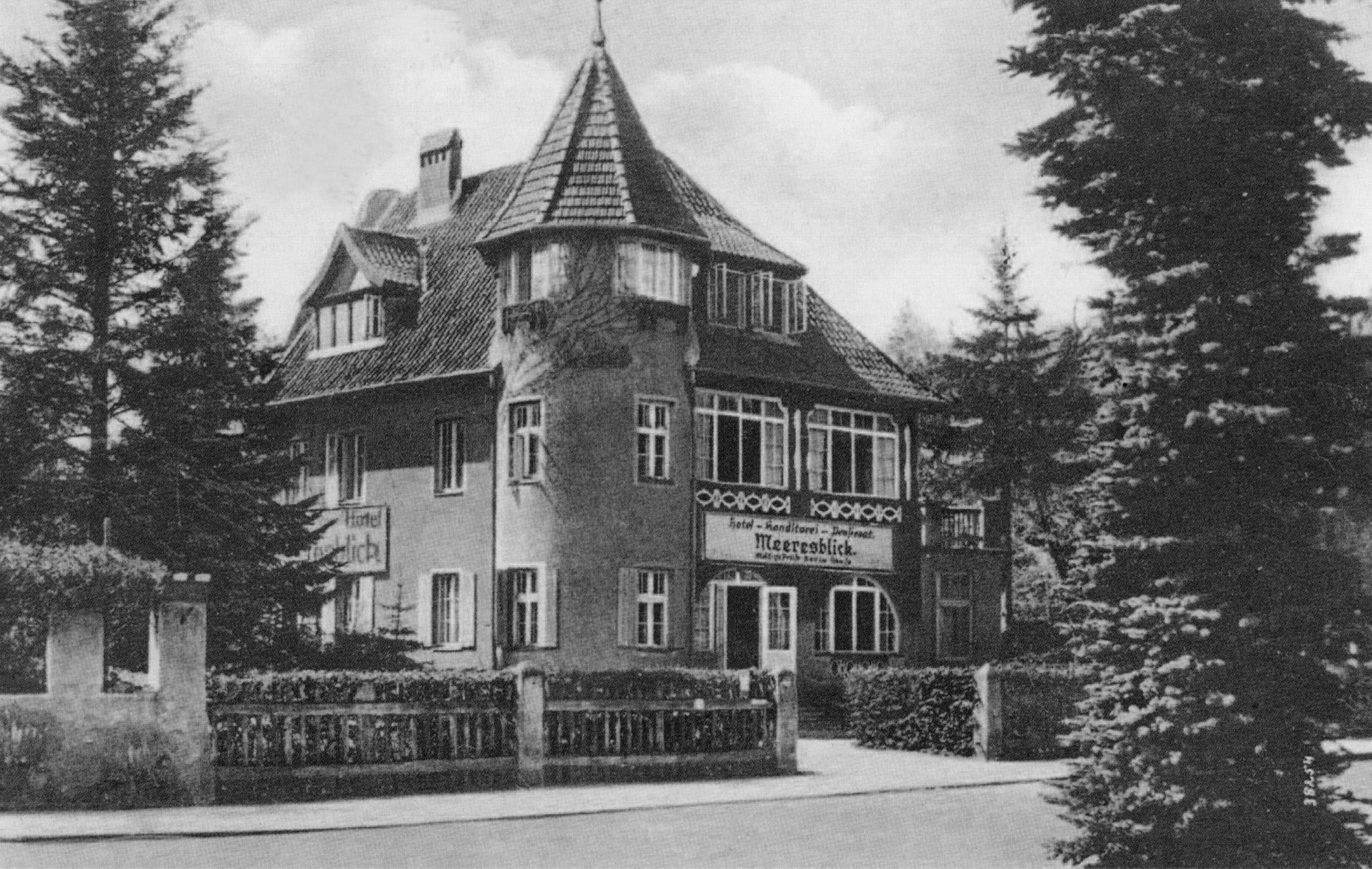
Вилла «Вид на море». Старая почтовая открытка.

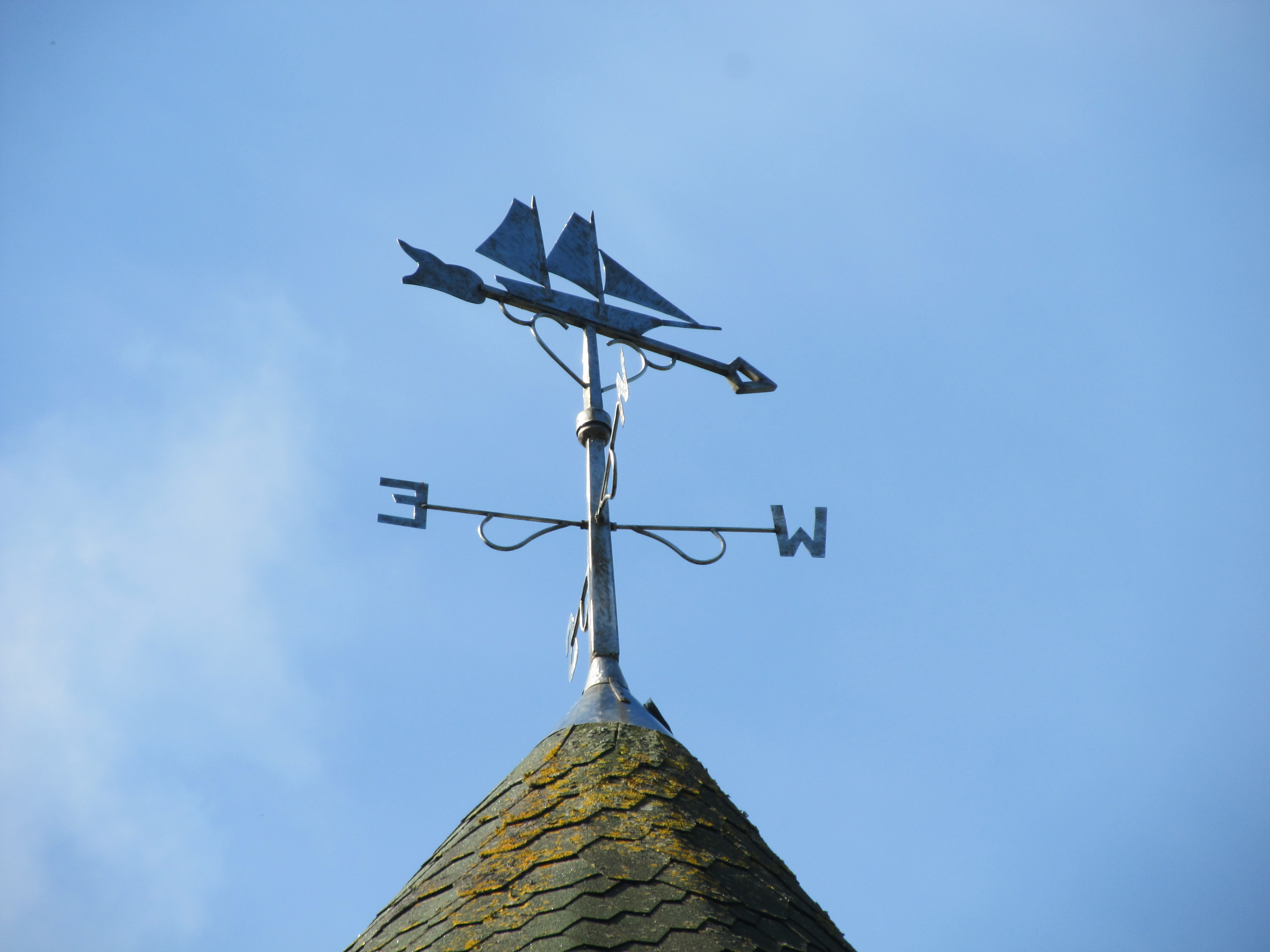
Декоративный флюгер жилого дома по адресу проезд Победы, 10/16. Ранее вилла Меересблик («Вид на море», (Villa Meeresblick) с кондитерской.

К числу наиболее ранних сооружений Георгенсвальде принадлежала гостиница и кондитерская «Вид на море» (нем. Villa Meeresblick), расположенная на улице Вилл, тянувшейся вдоль высокого морского берега. Капитальное двухэтажное здание с мансардой и выразительной угловой башней сохранилось до нашего времени, претерпев определенные изменения. Одно из самых типичных перемен в облике зданий Восточной Пруссии на территории Калининградской области обычно касалось формы кровли: крутые немецкие черепичные крыши заменялись в послевоенное время более пологими. Высокая вальмовая крыша гостиницы «Вид на море», прорезанная мансардными окнами (окна, устанавливаемые в конструкции кровли) под двускатными перекрытиями или простыми односкатными козырьками, была утрачена, и в XXI в. сменилась более плавной мансардной крышей из металлочерепицы. Шестигранный шатер над полукруглой башней превратился в конус с широким карнизом. Деревянный фасад здания, обращенный в сторону моря, первоначально имел открытый характер, благодаря большим арочным окнам с мелкими переплетами на первом этаже и застекленной веранде второго этажа. Как и другие ранние сооружения Георгенвальде, гостиница была практически полностью лишена декора, исключение составили резные орнаментальные полосы разной ширины под окнами берегового фасада. Вверху башни были расположены деревянные декоративные карнизы, ниже которых находилась ниша, предназначенная для надписи.

### Вилла «Хельга»

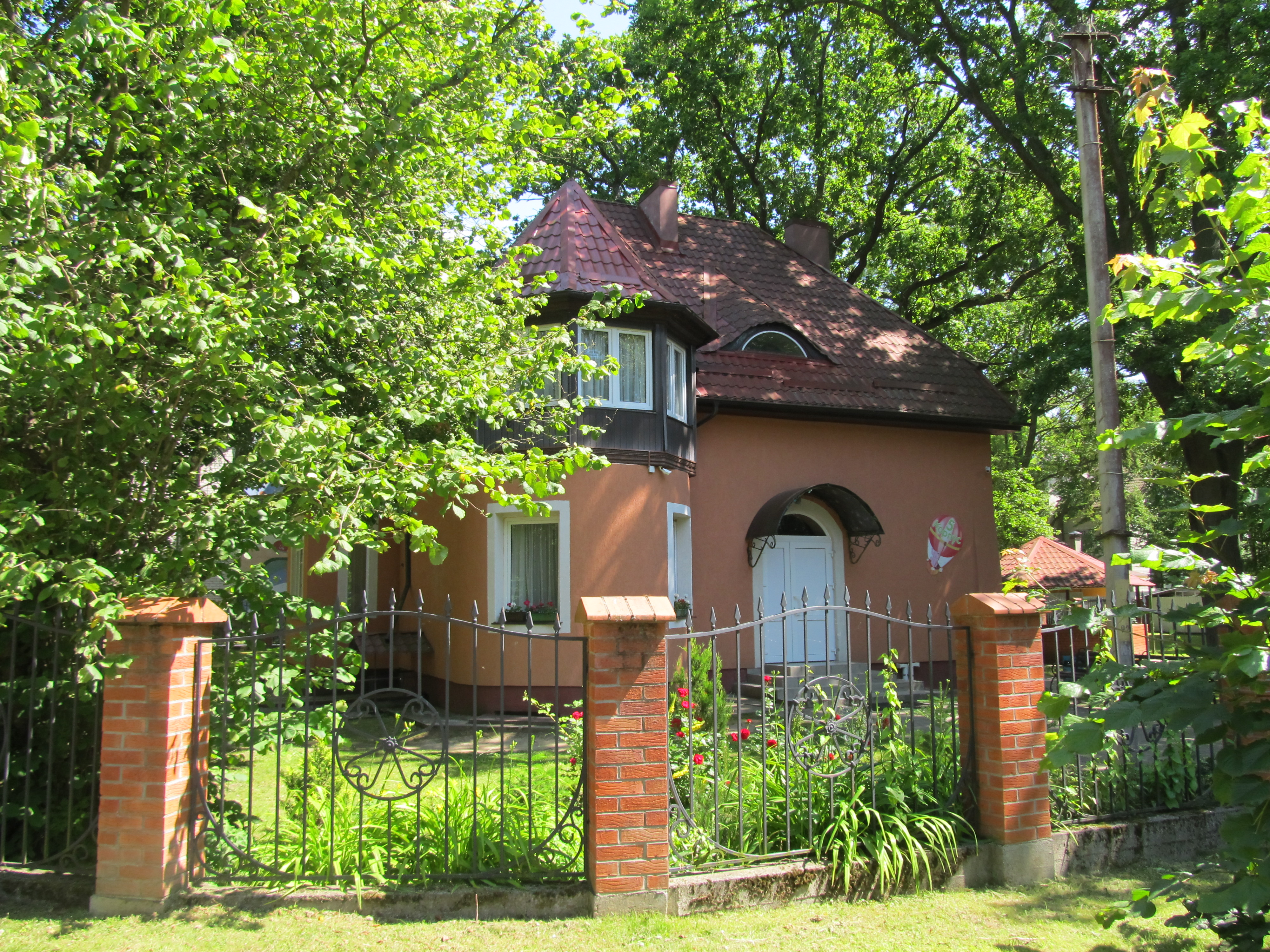
Вилла «Хельга» (2015 год). Ныне — корпус № 5 детского пульмонологического санатория «Отрадное».

Образцом коттеджного строительства на побережье Самбии служит вилла «Хельга» (нем. Villa Helga) в Георгенсвальде, которая сохранилась до наших дней с незначительными изменениями (например, отсутствует каменная скругленная часть ограждения территории сада, керамическая черепица заменена металлочерепицей, вставлены современные пластиковые окна) (1908 г., архитектор не выявлен). В настоящее время здесь размещается отделение детского пульмонологического санатория в Отрадном. Здание демонстрирует признаки югендстиля, который остался популярным в этом регионе у частных заказчиков также в наши дни. Дом имеет прямоугольный абрис плана, усложненный полукруглым выступом башни (размер 3,75 х 1,88 м) и балконом второго этажа (размер 4.10 х 1,73 м). Четыре асимметрично решённых фасада значительно отличаются один от другого. Разновысокие черепичные крыши над каждой пространственной составляющей архитектурной композиции виллы подчеркивают живописность общего решения объемно-пространственной композиции. Использование яркой черепицы, белых гладко оштукатуренных стен, темных балок деревянных веранд и балконов вносит эффект нарядности в живописный облик здания. Непременный признак приморской виллы начала XX века — наличие башенок, эркеров, балкончиков, веранд. Веранды и лоджии, широко распространились в архитектуре курортов Германии под влиянием новых идей американских архитекторов «гонтового стиля» и её представителя Х. Х. Ричардсона, спровоцировавших новую «верандную» культуру как во всей Европе, так и в балтийском регионе. В Самбии веранды устраивались не только на нижних этажах, но, как например, в вилле «Хельга», размещались на верху башен, таким образом, чтобы из помещения веранды открывался хороший круговой обзор на прилегающие окрестности.

### Вилла Хелена

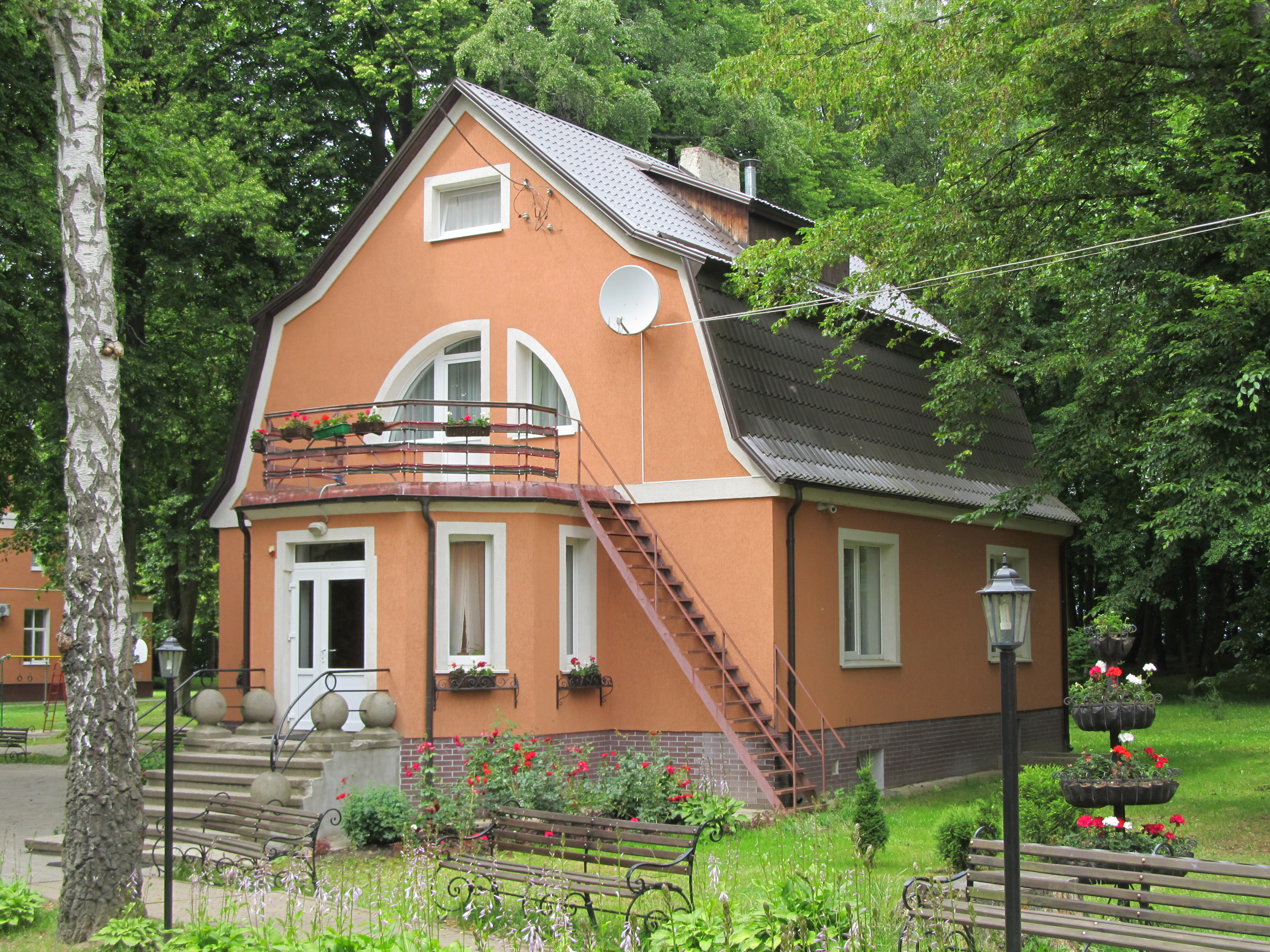
Вилла Елена (Villa Helene), архитектор П. Раабе (Paul Raabe, дата строительства не установлена).

Вилла «Хелена» (арх. П. Раабе) имеет более строгое архитектурное решение. Прямоугольная в плане одноэтажная вилла сохранила высокую мансардную крышу и верхний полуэтаж. С уличного торца к дому примыкает пятигранная веранда с узкими вертикальными окнами и широкой двустворчатой дверью, когда-то имевшей сложный рисунок переплетов. Сейчас она заменена современной пластиковой дверью простой формы. Над верандой по-прежнему существует балкон, с которого внутрь мансардного полуэтажа ведет полукруглое окно-дверь палладианского типа. К пристройке ведет семиступенчатая расширяющаяся книзу лестница, имеющая необычно решенную лестничную ограду, где металлические перила опираются на массивные бетонные шары. Здание виллы классично и узнаваемо, стильно и элегантно в своей простоте. Как в бывшей вилле «Хельга», здесь сейчас размещается отделение детского пульмонологического санатория.

### Пансион «Цецилия»

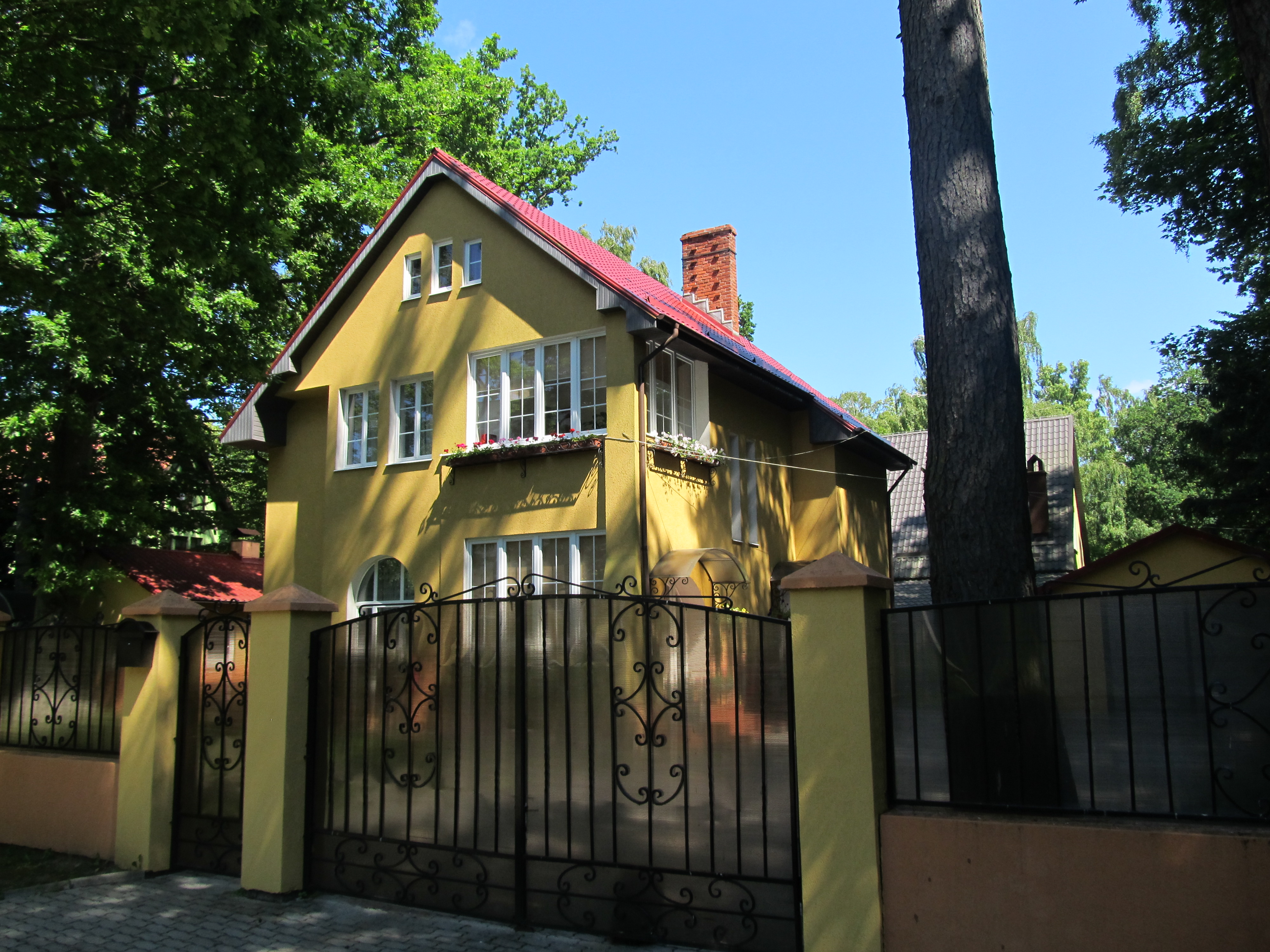
Вилла-пансион «Цецилия», ныне частный дом № 3 (2015 год) на проспекте Победы.

Вилла-пансион «Цецилия» (нем. Pansion Cäcilie) предлагала путешествующей публике и гостям курорта комфортные условия проживания и обслуживания, о чем свидетельствовало рекламное объявление в проспекте 1909 г. Здание имело прямоугольный план, усложненный выступами веранд на уличном фасаде и боковой лестницей на боковой стороне. В современном доме в поселке Отрадное с трудом узнается особняк, представленный в рекламном буклете начала XX в.

### Вилла «Эльза»
Вилла «Эльза» (нем. Villa Elsa) была построена почти напротив «Цецилии», но имела совсем иной характер. Одноэтажное здание с высокой мансардной крышей, имело живописную верандную пристройку, силуэт которой в уменьшенном виде почти точно повторял абрис уличного фасада основного объема — прием, часто встречающийся в архитектуре особняков Восточной Пруссии.

### Вилла «Агнесс»
Особенно интересной представляется архитектура виллы «Агнесс», в которой долгое время размещалась администрация местного лесхоза. Исторические документы — публикации начала XX столетия и архивные материалы демонстрируют интересные, хотя и не совсем полные, сведения об этом сооружении. На уже упомянутом кадастровом плане из Берлина представлен общий абрис плана особняка, усложненный многочисленными отступами от красной линии. Объемно-пространственная композиция построенного к 1909 г. здания демонстрировала более сложную картину, нежели планировочная схема. Основной корпус виллы представлял собой двухэтажное г-образное сооружение с мансардным фахверковым этажом и индивидуально решенными фасадами. Один из узких садовых фасадов имел живописное волнообразное необарочное завершение крутого щипца.
Уличный фасад с заломом полувальмовой крыши был решен в соответствии с модными тенденциями начала XX в. — с большими многостворчатыми окнами, полуциркульным на нижнем этаже, прямоугольным с мелкими переплетами на втором этаже и тройным окном под самой кровлей. Угол особняка занимал открытый навес, на крыше которого разместился открытый балкон. Характерной для архитектуры начала XX в. приметой виллы «Агнесс» служили выделенные контрастным цветом деревянные элементы конструкции фахверковой мансарды и балкона.
Таким образом, здание было выполнено в соответствии с приемами строительства частных особняков, распространенных в Германии начала XX в. и представляло собой вариант упрощенного югендстиля. Отличительными признаками таких сооружений были абрис плана, усложненный выступами веранд, крылец и т. д., живописная объемно-пространственная композиция, причудливая система крутых скатов кровли, фахверк мансардного этажа, частые деревянные переплеты окон и другие детали, в том числе часто встречающийся волнообразный силуэт завершения узких фасадов.
Вероятно, вскоре (когда именно, в настоящее время установить не удалось), уличная часть здания с угловым навесом превратилась в капитальную жилую пристройку. Проемы нижней террасы заложили, превратив в помещение с полуциркульными окнами, подобными более ранним соседним оконным проемам. Место открытого балкона заняла комната с большими прямоугольными окнами, над которой расположилась мансарда. Видимо, тогда же появилась неоклассическая декорация фасадов — руст на углах здания, декоративные обрамления окон и другие детали.

### Курортный дом (Курхаус)

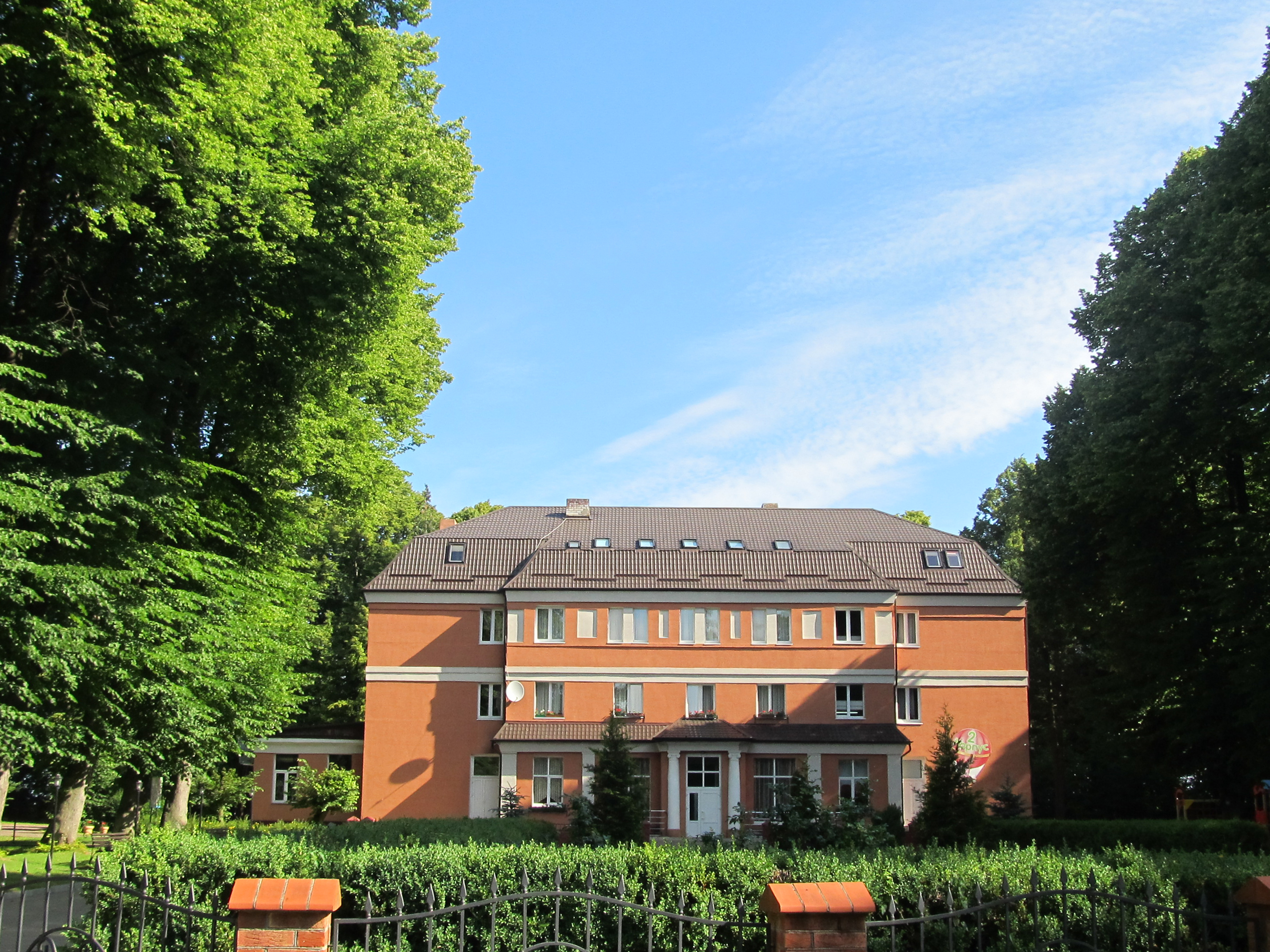
2-й корпус детского пульмонологического санатория «Отрадное» ГУ Минздрава РФ располагается в бывшем «Курхауз Георгенсвальде» (Kurhause Ostseebad Georgenswalde) кёнигсбержского архитектора Отто-Вальтер Кукука

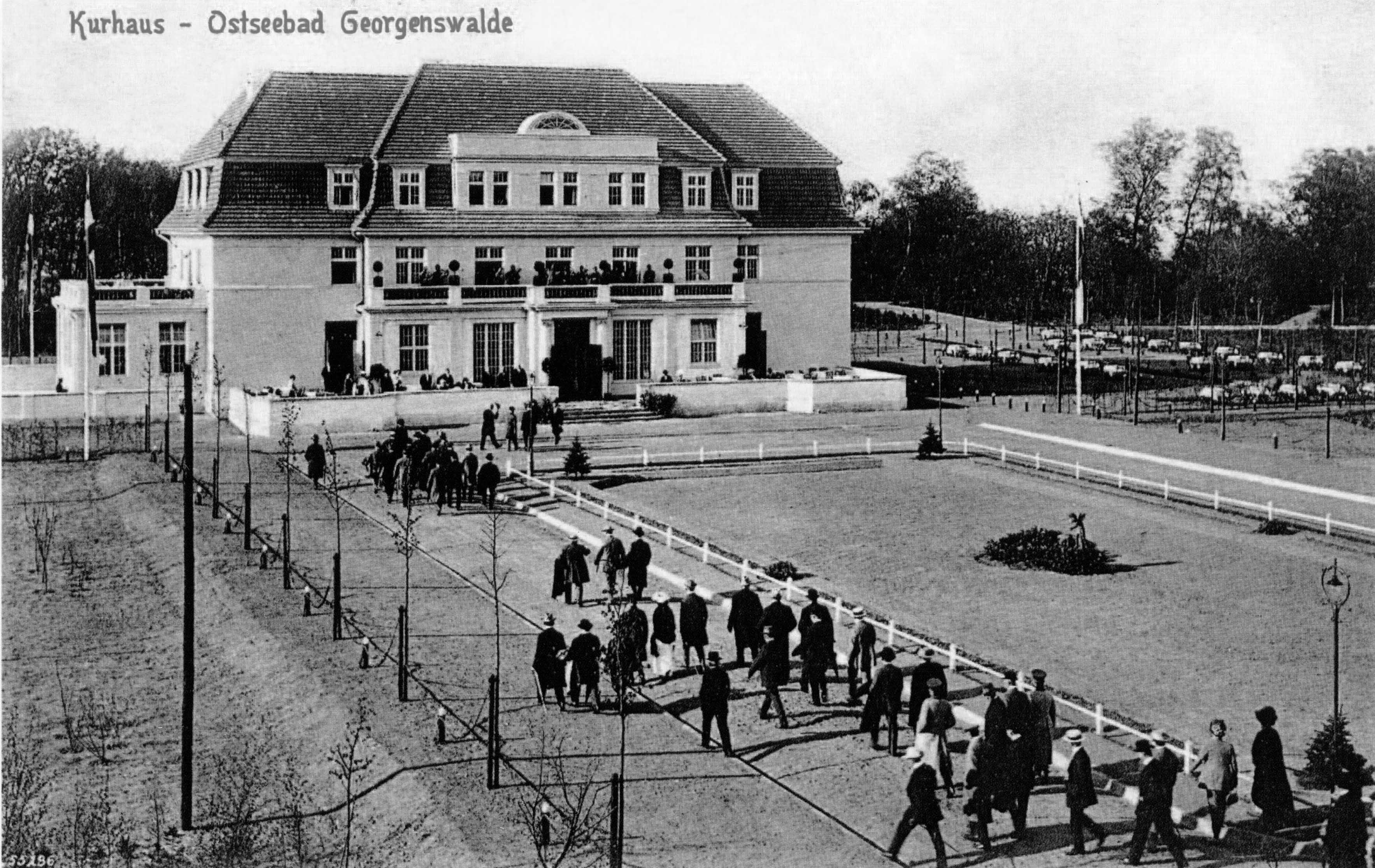
«Курхауз Георгенсвальде» — «Лечебный дом» (Kurhause Ostseebad Georgenswalde). Фото начала века. Ныне — 2-й корпус детского санатория «Отрадное», ранее с 1947 года главный корпус советского детского санатория «Отрадное».

Среди выдающихся построек Георгенсвальде/ Отрадного следует выделить здание курхауса (нем. Kurhause Ostseebad Georgenswalde), сохранившегося в несколько измененном виде до настоящего времени. В 1947 году оно было переоборудовано в корпус № 2 детского пульмонологического санатория «Отрадное». Курхаус, или курортный дом — необходимая принадлежность любого немецкого курорта, как на морском побережье, так и во внутренних регионах Германии (Висбаден, Бад Хомбург и проч.). Среди прочих гостевых заведений курортный дом обычно выделялся своими размерами, внешней выразительностью и многофункциональностью, предполагавшей наличие разнообразных помещений общественного пользования. Согласно сложившейся еще в XIX в. традиции, здание должно было объединять гостиницу, ресторан, читальный зал, бильярдную комнату, залы для различных игр (например, карточных) и другие общедоступные помещения. Непременным условием присвоения зданию наименования «курхаус» было наличие большого вместительного зала для проведения многолюдных встреч, балов, празднеств. Главное сооружение курорта могло принадлежать городской общине или частному владельцу.
Отличительной чертой курортного дома была открытость не только для собственных постояльцев, но и для всех желающих. Статус курхауса получал отель, «который был центром курортной жизни. Этому служили фешенебельность отеля, его удобное местоположение, наличие условий для курортных развлечений и общения». На побережье Замланда курхаус размещался, как правило, не в геометрическом центре поселения, а на высоком морском берегу, так, чтобы с террас и балконов здания открывался живописный вид на море и заходящее солнце. С целью дополнительного привлечения гостей в помещениях приморских курортных домов регулярно проводились разнообразные мероприятия — танцевальные вечера, морские праздники и художественные представления, устраивались эксклюзивные выставки и показы.
Курортный дом в Георгенсвальде/Отрадном был спроектирован и построен в 1913 г. одним из ведущих архитекторов Кенигсберга Отто Вальтером Куккуком (1871—1942). Здание представляло собой компактное, строго симметричное сооружение дворцового типа, с широким ризалитом главного уличного фасада, с выступающим балконом над верандой первого этажа. Членения фасада идеально вписывались в равнобедренный треугольник, объемно-пространственная композиция и детали выдают принадлежность к местному упрощенному варианту необарокко, популярному в строительстве общественных зданий Восточной Пруссии начала XX в. Украшением здания по сей день служит двухколонный портал входа с сочно трактованными ионическими колоннами. Вальмовая черепичная крыша с выступами и заломами, высотой чуть меньше половины высоты всего здания, подчеркивала эффект барочной пышности и солидности. Прорезанная окнами крыша скрывала когда-то жилой этаж. Сейчас сложная форма кровли здания изменена, она стала более пологой, облику бывшего курхауса, утратившего верхний этаж, недостает завершенности. Фасад, обращенный к саду и морскому берегу, был не менее выразителен, нежели выходящий в сторону колонии. До сего дня частично сохранились два боковых ризалита, между которыми на первом этаже разместилась крытая веранда.
Как свидетельствуют старые изображения, до Первой мировой войны веранда курортного дома открывалась непосредственно в небольшой сад, за которым находился крутой береговой обрыв и разворачивался великолепный вид на просторы моря. Вдоль обрыва узкая лестница вела непосредственно к песчаному пляжу. В настоящее время сад зарос высокими деревьями, закрывающими вид на море, а лестница к пляжу отсутствует.

### Железнодорожный вокзал

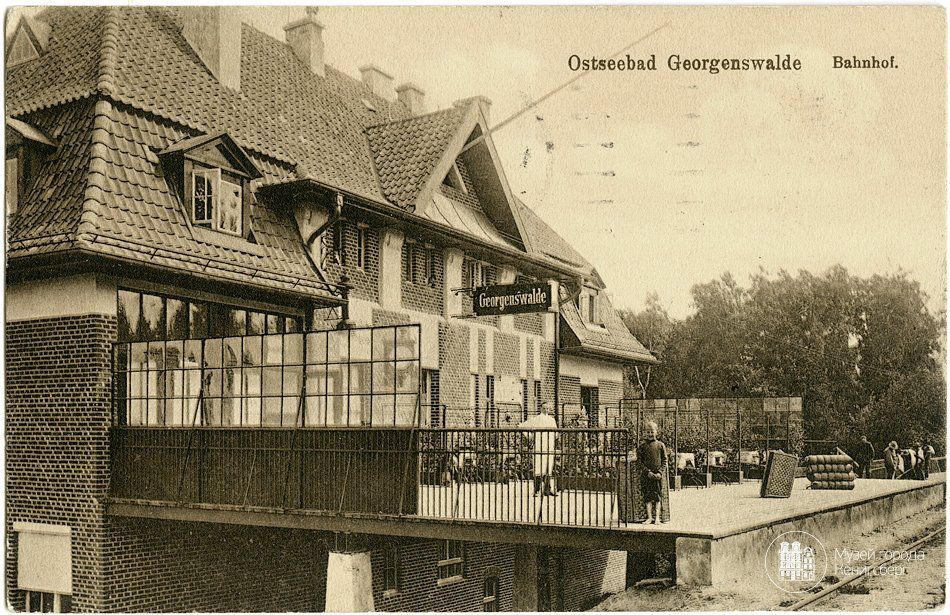
Здание железнодорожной станции курорта Георгенсвальде (Восточная Пруссия). Архитектор Шенвальд. 1912—1913 года. Фото начала 1920-х.

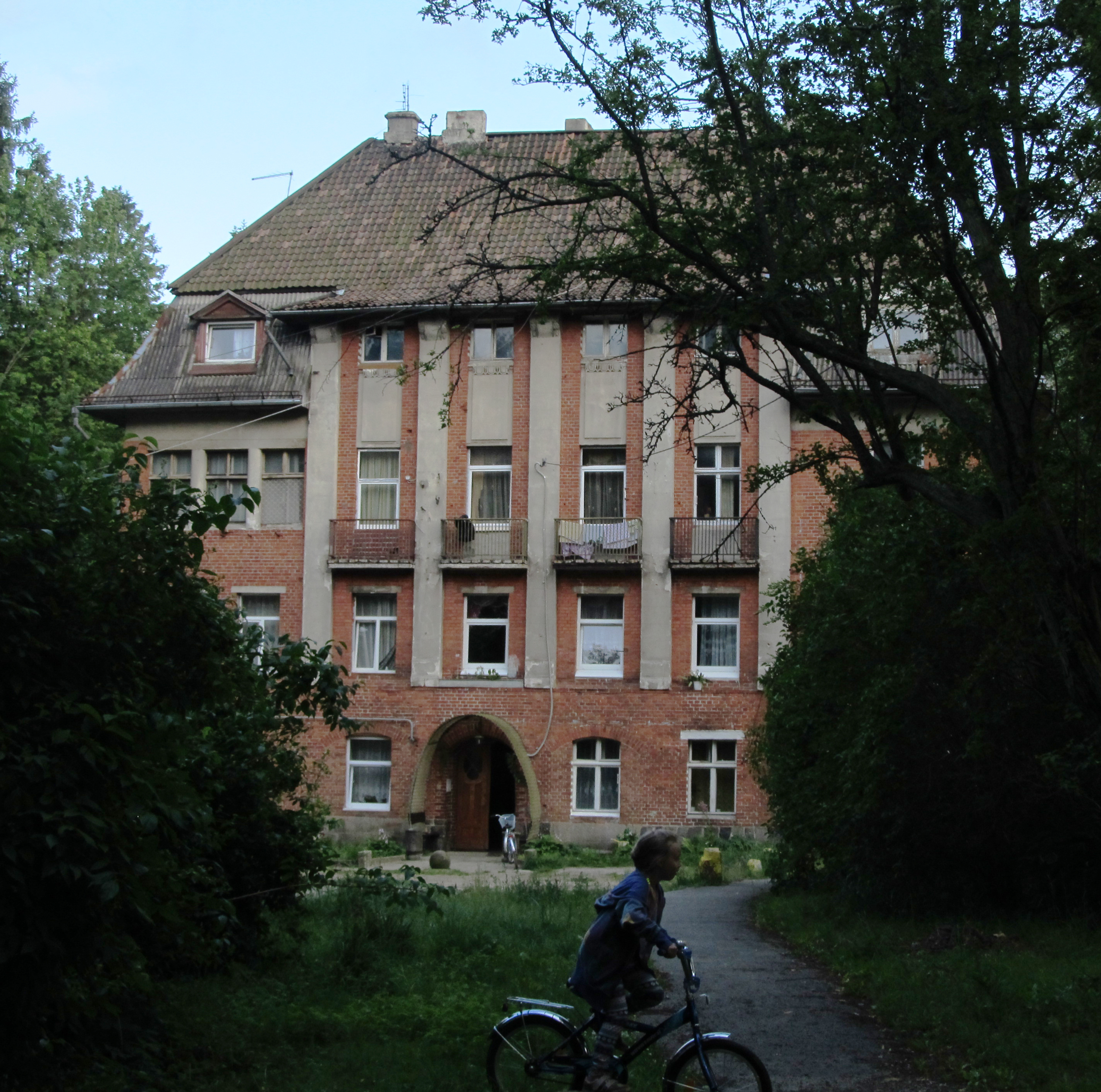
Бывшее здание железнодорожной станции Георгенсвальде (Bahnhof Georgenswalde) по адресу ул. Станционная, д.1а (бывш. Гартенштрассе (Garden-Straße). Архитектор М. Шенвальд.

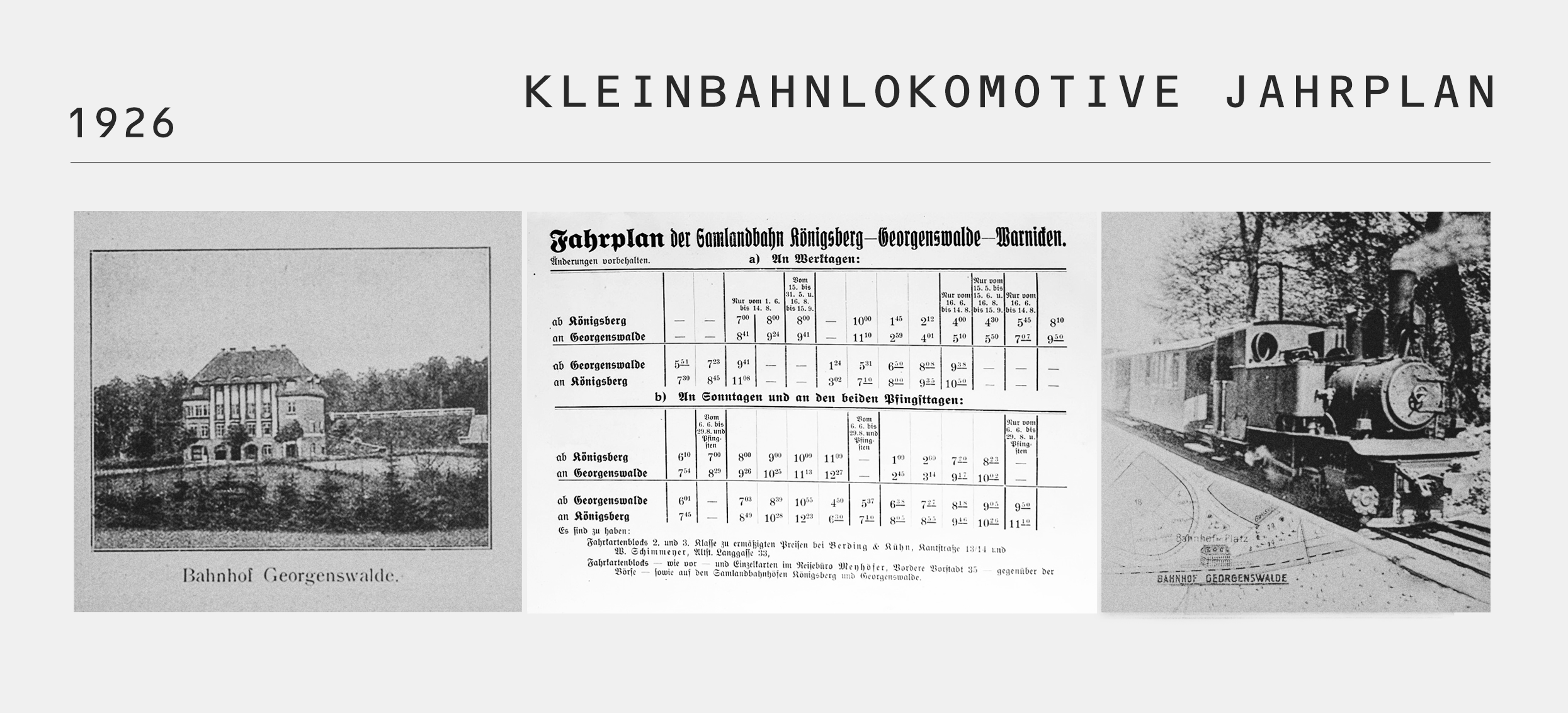
Годовой план движения локомотива узкоколейной железной дороги от станции Георгенсвальде за 1926 г. (Georgenswalde Kleinbahnlokomotive jahrplan)

Другое значительное общественное сооружение в Георгенсвальде/Отрадном — железнодорожный вокзал (нем. Bahnhof Georgenswalde), построенный архитектором из Кенигсберга Максом Щенвальдом в 1912—1913 годах вместо стоявшей здесь скромной дощатой будки. Здание вокзала в Георгенсвальде/Отрадном выглядит, как многоэтажный дворец со стороны колонии и как скромное одноэтажное строение — со стороны высокой железнодорожной насыпи.
Оно выполнено в том стиле, который польские исследователи называют живописным историзмом, немецкие ученые обозначают термином «архитектура реформ». В облике вокзала, построенного из кирпича, использованы светлые лепные стилизованные контрастно выделяющиеся на темном кирпичном фоне классические мотивы, которые можно квалифицировать как необарочные. При этом компоновка деталей фасадов: дверных и оконных проемов разнообразных форм, лепных вставок и проч. — тяготеет к асимметрии, характерной для югендстиля начала XX в. Здание, которое сейчас используется в качестве жилого дома, до сих пор увенчано высокой мансардной вальмовой черепичной крышей, сохраняя в своем облике исторический колорит начала XX в. Уличный фасад имеет высокий цокольный этаж, над которым в центре выделяются светлые вытянутые на высоту трех этажей пилястры, завершенные стилизованными капителями со свисающими лепными листочками. Лепные изображения овальные (яйцеобразного орнаментального мотива) украшают рельефные вставки под окнами последнего этажа. В здание ведут два входа. Подчеркнуто декоративен приземистый портик, за которым открывается широкая парадная лестница, ведущая на перрон. Композиция портика довольно причудлива — по-барочному набухшие низкие колонки стилизованного коринфского ордера словно проседают под тяжестью мощных квадратных в сечении столбов, над которым располагается узкая архитравная балка и маленький легкий фронтон. В глубине портика прорезан пологий арочный проход, большое поле стены над ним украшено тремя нишами, в которых когда-то, вероятно, располагались рельефные или керамические декоративные вставки. По состоянию на начало августа 2018 года, здание расселено и заброшено.

### Водонапорная и смотровая башня

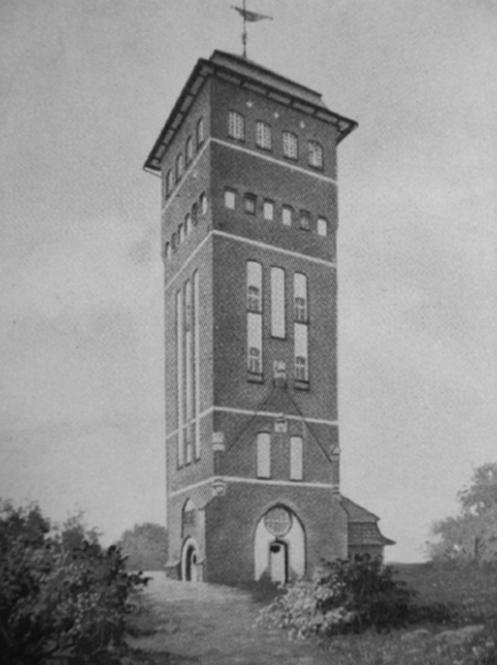
Водонапорная и смотровая башня (Wasser und Aussichtsturm) на Гартенштрассе (Garden-Straße, ныне ул. Станционная). Построена в 1909, арх. Фишер.

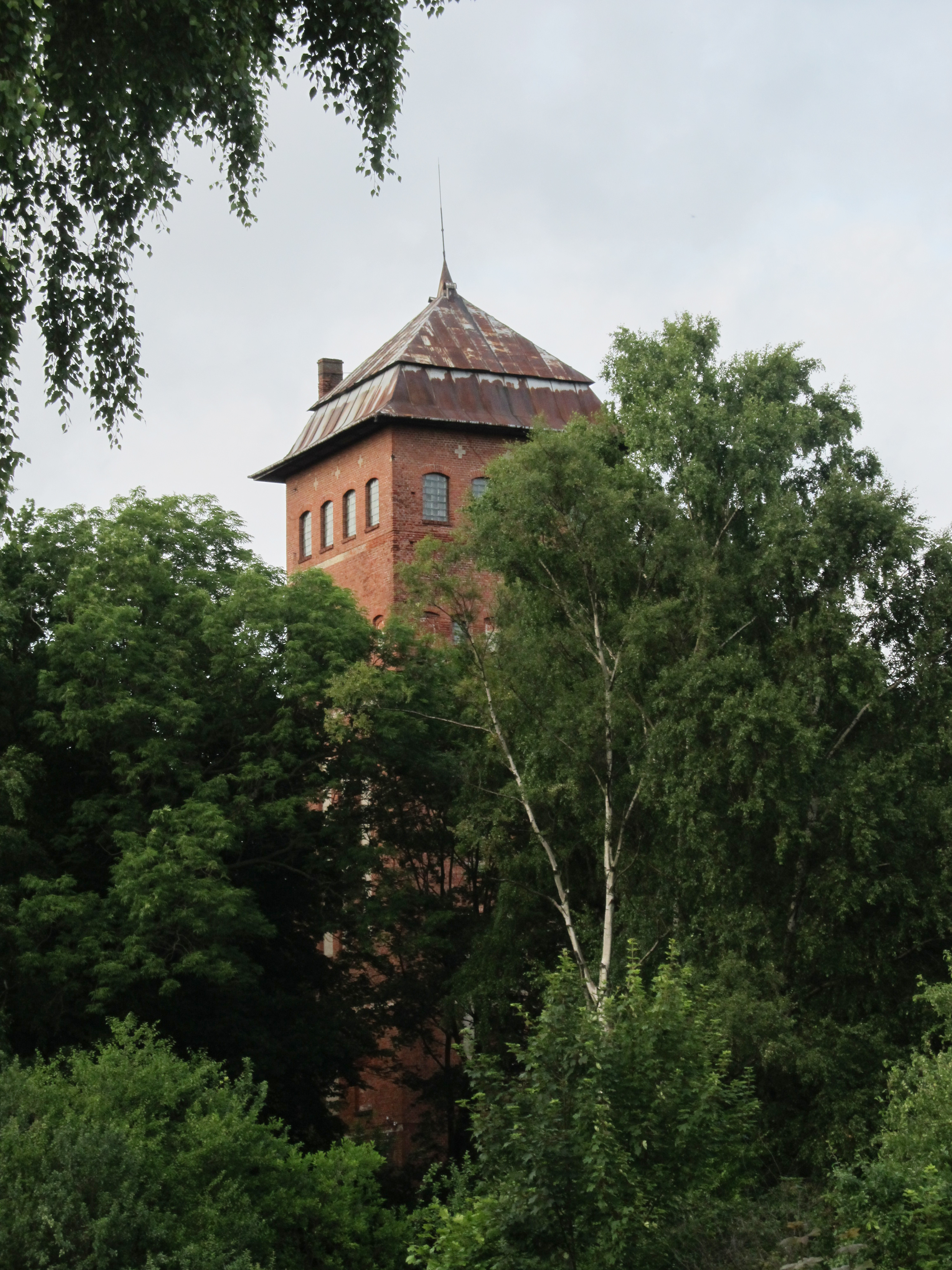
Водонапорная башня (2015 г.) как символ истории Отрадного / Георгенсвальде.

Земельный банк планировал построить весной 1909 г. централизованный водопровод, в 1909 г. в колонии появилась высокая неоготическая водонапорная башня (нем. Wasser und Aussichtsturm арх. Фишер). Идентифицировать личность архитектора пока не удается, вряд ли это известный немецкий архитектор Теодор Фишер.
Облик четырехгранной башни с мансардной вальмовой крышей восходит к средневековому образцу сторожевых башен крепостей Тевтонского ордена, свободой расположения деталей выдавая её принадлежность началу XX в. Сорокапятиметровое сооружение в неоготическом стиле с мансардной вальмовой крышей, в настоящее время почти скрытое высокими деревьями, свидетельствовало о наличии современных удобств в виллах Георгенсвальде, а именно водопровода. Как и подобные здания в городах Восточной Пруссии, башня выполняла множество функций, в том числе служила одновременно смотровой башней, откуда в хорошую погоду открывался вид на Куршскую косу. На первом этаже башни размещались пресные теплые бани, и речь шла о том, чтобы устроить здесь морские бани и лечение грязями. Здание хорошо сохранилось, утратив лишь небольшую пристройку с помещениями бани.

### Управление курортом

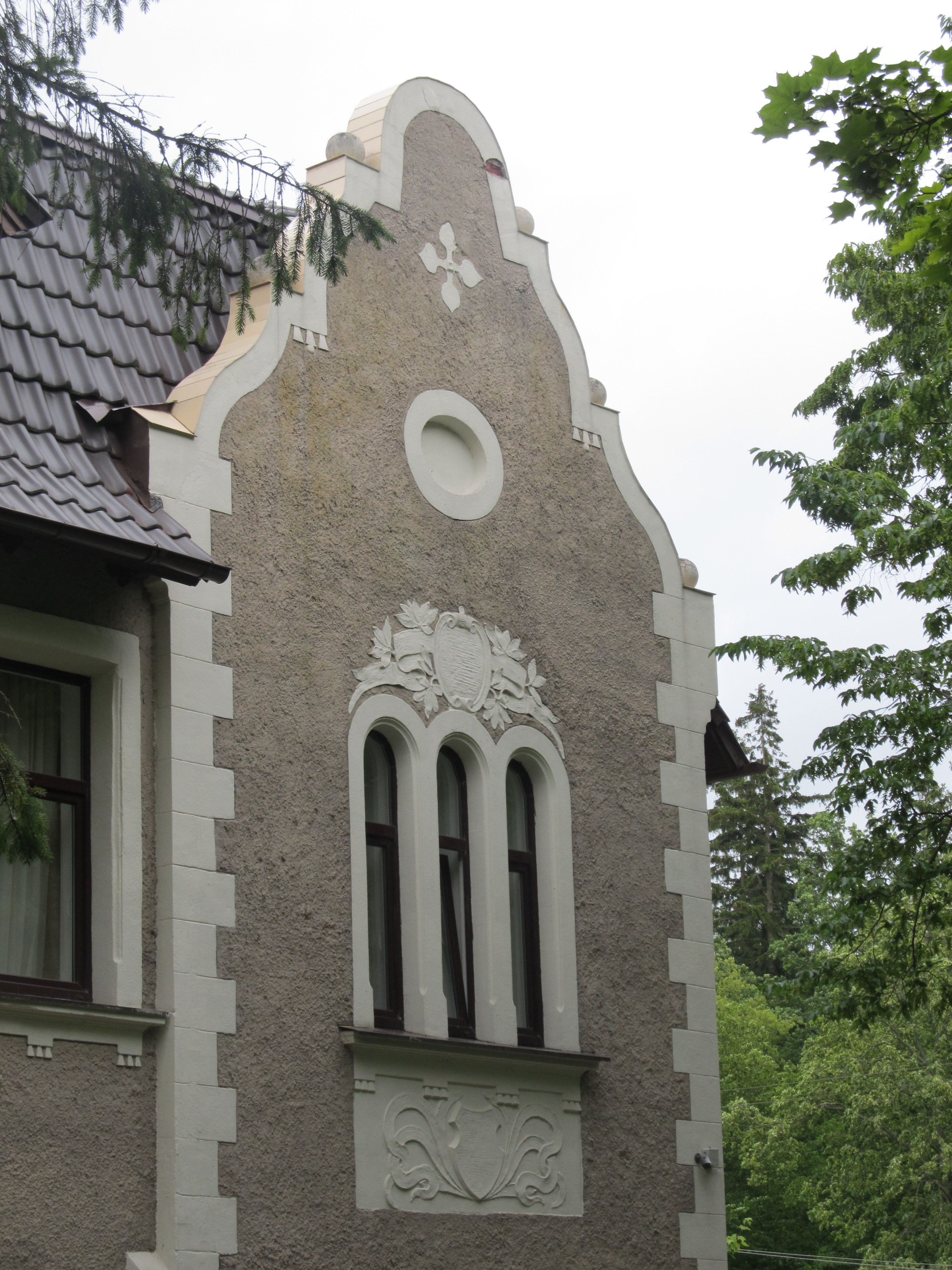
Фрагмент фасада гостевого дома «Ласточкино гнездо», реконструкция 2014 года здания Управления курортом Георгенсвальде (Bade-Verwaltung Georgenswalde)

Здание управления курортом (нем. Bade-Verwaltung Georgenswalde) находилось на Гаузуп-штрассе (нем. Gausupp-Straße, совр. ул. Токарева, д.3. В 2014 году реконструировано. До 2014 года — здание лесничества, ранее Управление санатория «Отрадное». После реставрации — частный гостевой дом «Ласточкино гнездо».
Услуги по строительству особняков в Георгенсвальде «под ключ», помимо Земельного банка, предлагал Г. Винклер, владелец строительной фирмы и лесопилки в Раушене. В колонии существовала также собственная фирма по возведению жилых домов, принадлежавшая Карлу Кристандту. Однако в настоящее время авторы сохранившихся исторических особняков неизвестны, можно лишь предполагать, что некоторые деревянные жилые дома здесь были построены фирмой Г. Винклера по проектам его сотрудника и родственника архитектора М. Шёнвальда.
Перед Первой мировой войной Георгенсвальде быстро развивался — живописная местность, близость моря, регулярная железнодорожная связь с соседними городами и столицей провинции Кёнигсбергом, дешевые и свежие продукты из близлежащего имения, наличие централизованного водоснабжения (канализация появилась лишь в 1924 г., электричество — в 1925 г.) привлекали внимание потенциальных заказчиков жилья.
Внимание к мелочам повседневности, рациональная организация частной и общественной жизни отличали курортный быт в Георгенсвальде. Извилистые широкие улицы предназначались для пеших прогулок в любую погоду, они были вымощены и выровнены с помощью бордюров. Для поддержания образцового порядка на территории Георгенсвальде в 1912 г. было организовано специальное «Общество благоустройства колонии» (такие же общества существовали в других курортных поселениях). В его задачу входила забота о состоянии территории, её озеленение, строительство малых архитектурных форм, уличных скамей и столов, разведение цветочных клумб и газонов и проч. Существенная роль в создании оптимальной атмосферы для отдыха отводилась архитектурному облику вилл, гостиниц и различных специфических общественных сооружений для курортов.
В архитектуре колонии вилл Георгенсвальде решались важнейшие задачи современной архитектуры, которые заключались в комплексном подходе к поселению, как единству планировки территории и архитектурно-художественного облика общественных и жилых сооружений, существующих в гармонии с естественным природным окружением.

## Культура

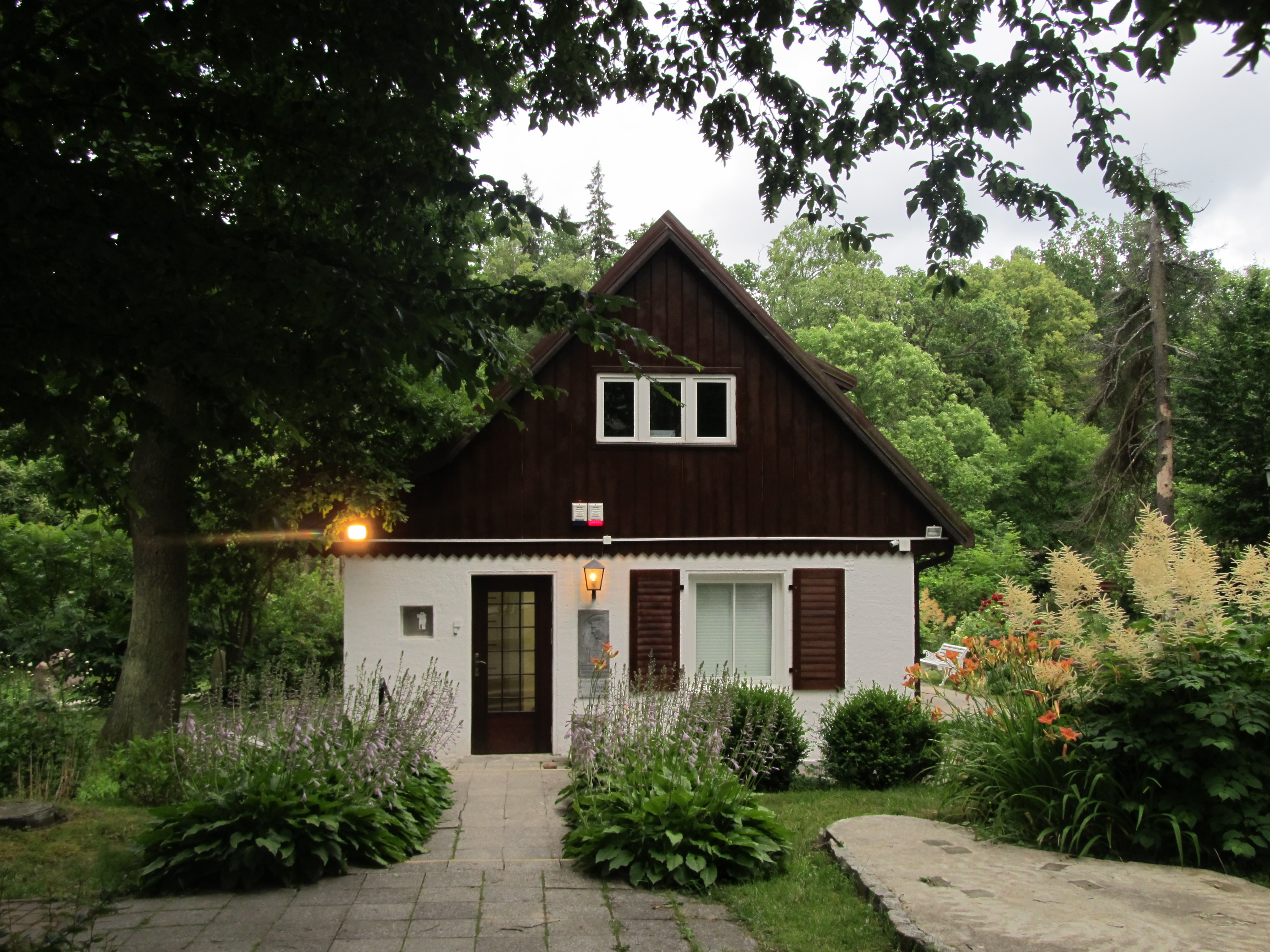
Мемориальный дом-музей скульптора Германа Брахерта

С 1993 года в Отрадном работает дом-музей немецкого скульптора Германа Брахерта, расположенный в его бывшем доме. После 1933 года скульптуры Брахерта по приказу нацистов разбивали и ликвидировали как «дегенеративное искусство». В 1936—1944 годах скульптор работал художественным советником Прусской янтарной мануфактуры. В музее собрана большая коллекция работ ваятеля из камня, бронзы и янтаря.
Объектом культурного наследия местного (муниципального) значения, находящиеся на территории муниципального образования "Городское поселение «Город Светлогорск» является вилла нач. XX в., которая находится по адресу ул. Токарева, 11.